# Museo di Santa Giulia

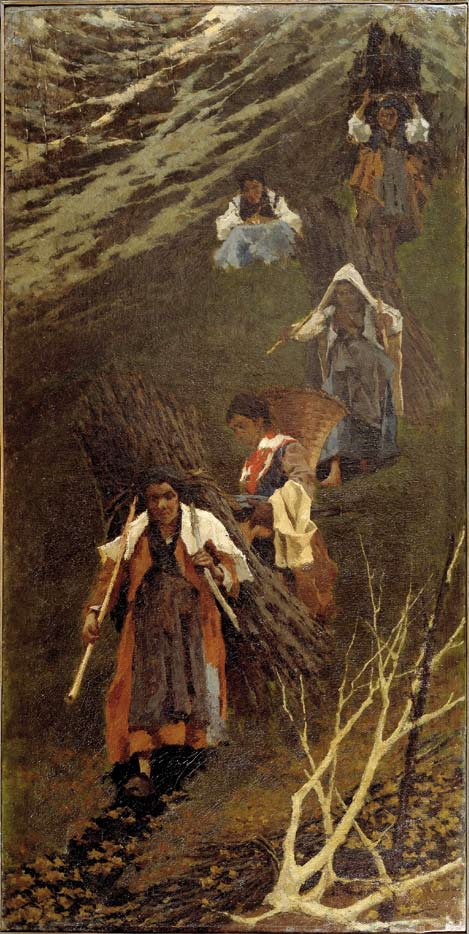
Vespero in Val Trompia di Francesco Filippini, olio su tela, 1881

Il Museo di Santa Giulia è il principale museo di Brescia, situato in Via dei Musei 81/b,  l'antico luogo  decumano massimo della Brixia romana. È ospitato all'interno del monastero di Santa Giulia, fatto erigere da Re Desiderio in epoca Longobarda e variamente ampliato e modificato in più di mille anni di storia.
La zona sottostante al Museo è ricca di reperti archeologici di varie epoche, in maggioranza appartenenti all'epoca romana e ottimamente conservati, in particolare le Domus dell'Ortaglia. Fanno parte del museo tutte le strutture dell'antico monastero, fra cui la chiesa di Santa Maria in Solario, il coro delle monache e la chiesa di Santa Giulia.
Nel museo sono conservati migliaia di oggetti e opere d'arte spazianti dall'età del Bronzo all'Ottocento provenienti soprattutto dal contesto cittadino e dalla provincia di Brescia, che ne fanno un vero e proprio museo cittadino, le cui tematiche di approfondimento vertono principalmente sulla storia della città di Brescia e del suo territorio. Tra le numerose opere d'arte si ricordano soprattutto la Croce di Desiderio e la Lipsanoteca.
Il 5 maggio 2023, sul complesso monumentale di San Salvatore - Santa Giulia è stato affisso lo Scudo Blu, simbolo internazionale di protezione dei beni culturali dai conflitti armati.
Lo spazio espositivo del Museo si estende per circa 14000 metri quadrati.

## Sezioni del museo

### Percorso 1: La storia del monastero
Il percorso è dedicato alle fasi fondamentali della storia religiosa, architettonica e artistica del complesso. Negli ambienti si trovano esposti materiali pertinenti alle diverse epoche, secondo un percorso studiato che accompagna il visitatore dalla fondazione del monastero fino alla sua soppressione, avvenuta alla fine del Settecento. Nel percorso sono visitabili anche i principali ambienti dell'ex monastero, cioè le tre chiese e il coro delle monache.

#### La storia del monastero
La sezione si snoda in tre successive sale dell'ex monastero e approfondisce, mediante oggetti, sculture e pitture, le varie fasi cronologiche del complesso. Le stesse sale sono degne di nota, coperte da volte a crociera sostenute da possenti colonne con capitelli a foglie grasse, il tutto di costruzione quattrocentesca.

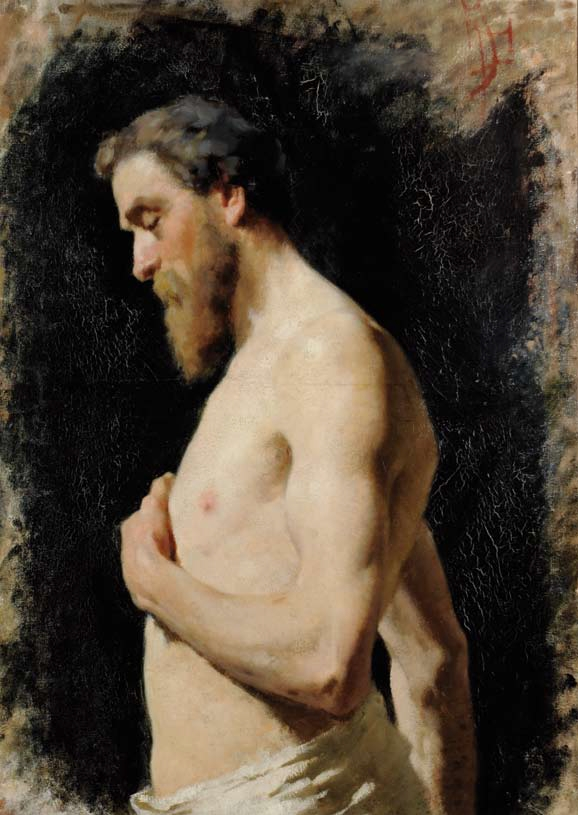
«Figura maschile nuda» di Filippini (1878)
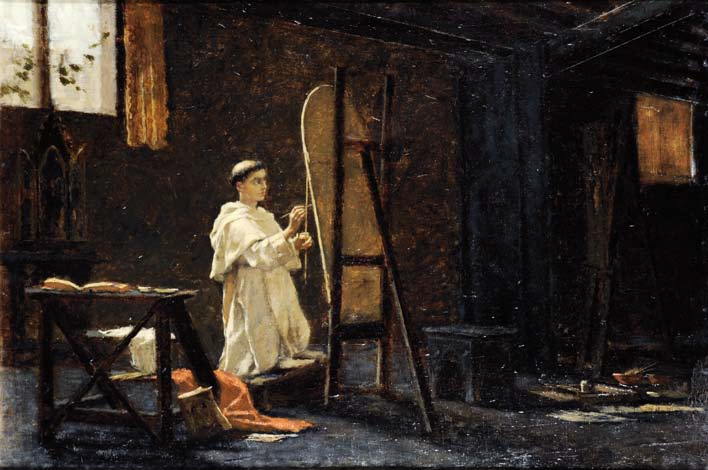
«Figura di frate che dipinge» (Cella di Beato Angelico) di Filippini (1880)
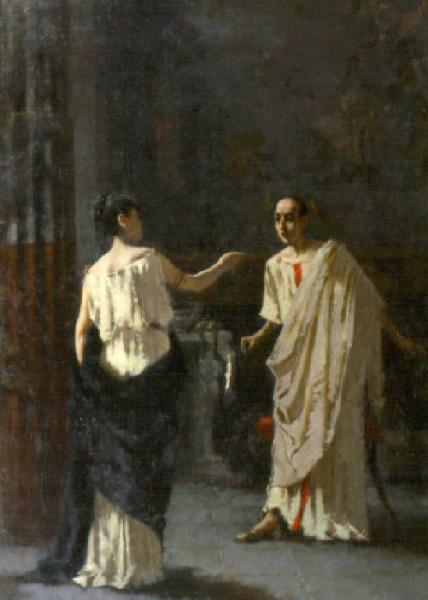
«Fulvia e Cicerone» di Filippini (1879)

Opere presenti nel settore

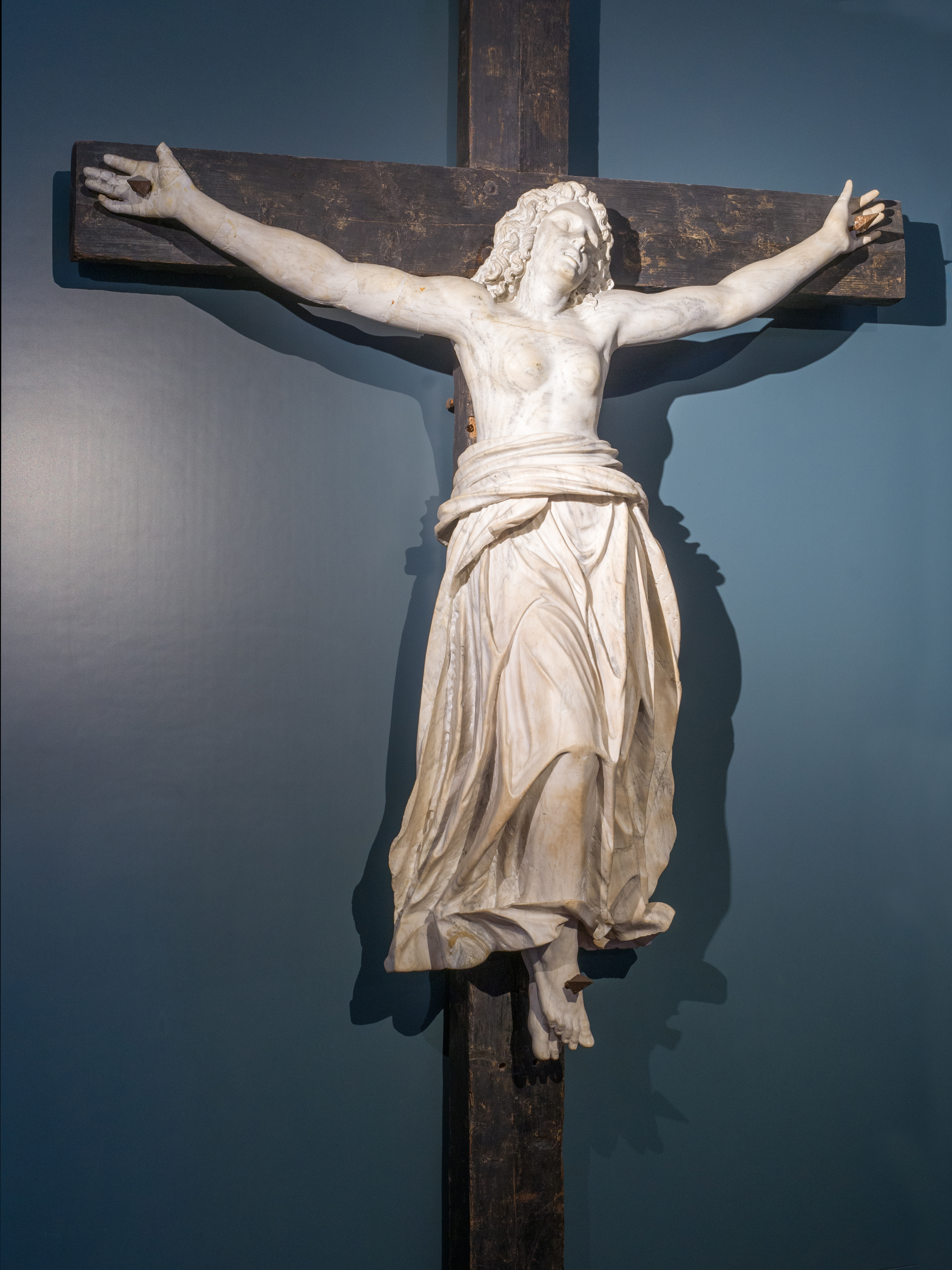
Santa Giulia crocifissa.

- Pittore lombardo - San Benedetto, affresco, prima metà del XV secolo
- Giovanni Carra - Santa Giulia crocifissa, marmo di Carrara, metà XVII secolo
- Maestro di San Salvatore - Frammenti di affreschi dalla chiesa di San Salvatore, VIII secolo
- Anonimo - Pluteo con croce gemmata, medolo, VIII-IX secolo
- Anonimo - Madonna Theotókos e Madonna Hodighitria, stucco, prima metà del IX secolo
- Colonnine con capitelli e basi dalla cripta di San Salvatore, marmi vari, XII secolo
- Anonimo - Frammenti di affreschi dalla chiesa di San Salvatore, XII secolo
- Maestro lombardo - Madonna col Bambino e sant'Antonio Abate e Busti di santi, affreschi, prima metà XV secolo
- Vasellame in ceramica, XV-XVI secolo
- Maestro attico - Amazzonomachia, fronte di sarcofago, marmo, II-III secolo d.C.
- Maestro attico - Le tre Grazie, marmo, inizio III secolo d.C.

#### La chiesa di Santa Maria in Solario
Il percorso prosegue nelle due aule della chiesa di Santa Maria in Solario, costruita nel XII secolo utilizzando, all'esterno e all'interno, anche numerose lapidi romane di recupero. Nell'aula inferiore, ad esempio, il pilastro centrale che regge le quattro volte a crociera di sostegno non è altro che una grande ara romana dedicata al Dio Sole.
La chiesa superiore è completamente rivestita da un esteso ciclo di affreschi eseguiti da Floriano Ferramola tra il 1513 e il 1524, più alcuni riquadri databili al Quattrocento e un grande affresco seicentesco. Nella chiesa sono conservati due dei pezzi più pregiati del museo: la Lipsanoteca e la Croce di Desiderio.
Opere presenti nella chiesa
Nell'aula inferiore:
- Frammenti di fregio di età imperiale, marmo proconnesio
- Lipsanoteca di Brescia, seconda metà del IV secolo
- Crocetta-reliquiario, X secolo

Nell'aula superiore:
- Croce di Desiderio[4]

Galleria di opere

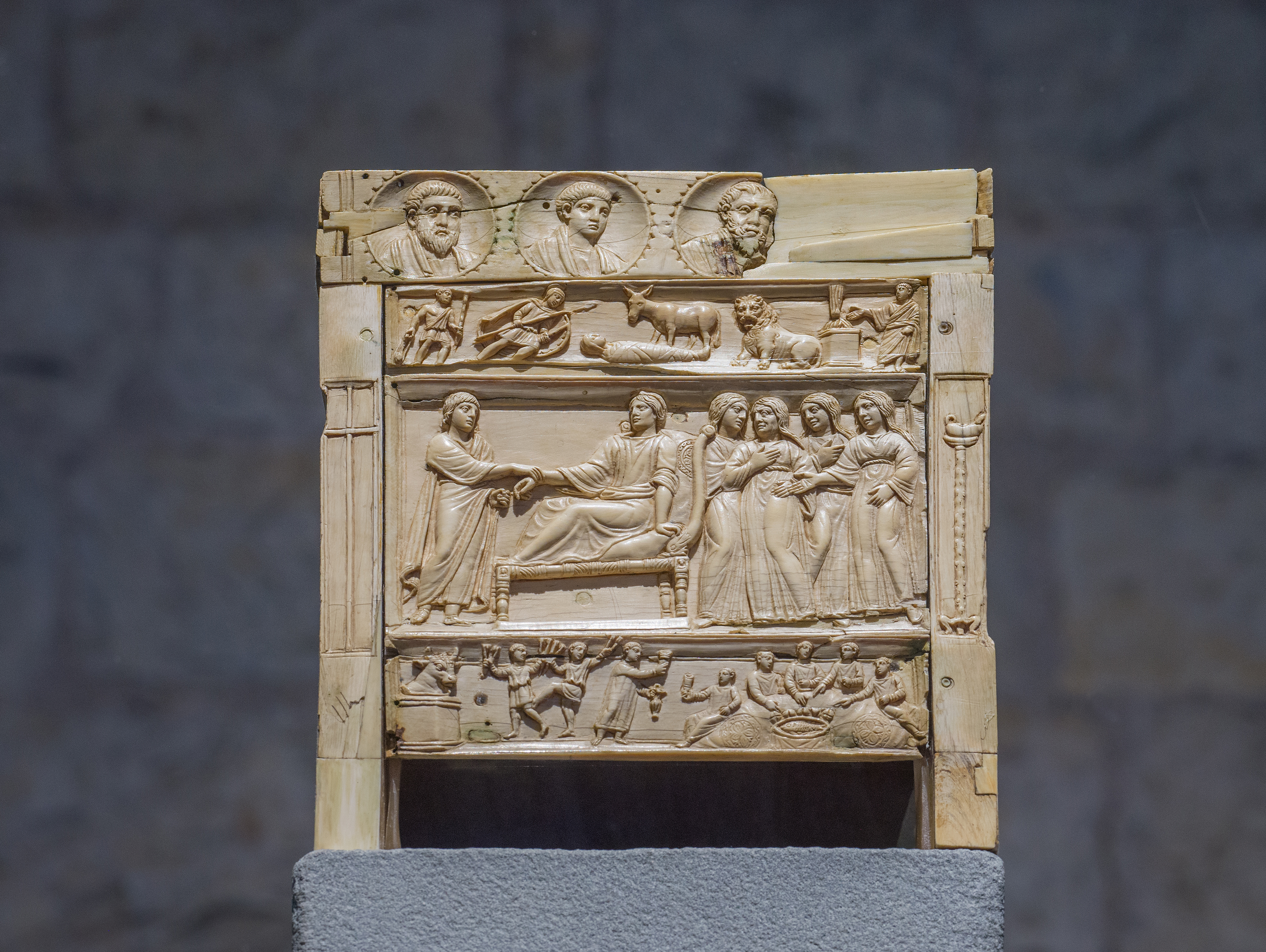
La lipsanoteca
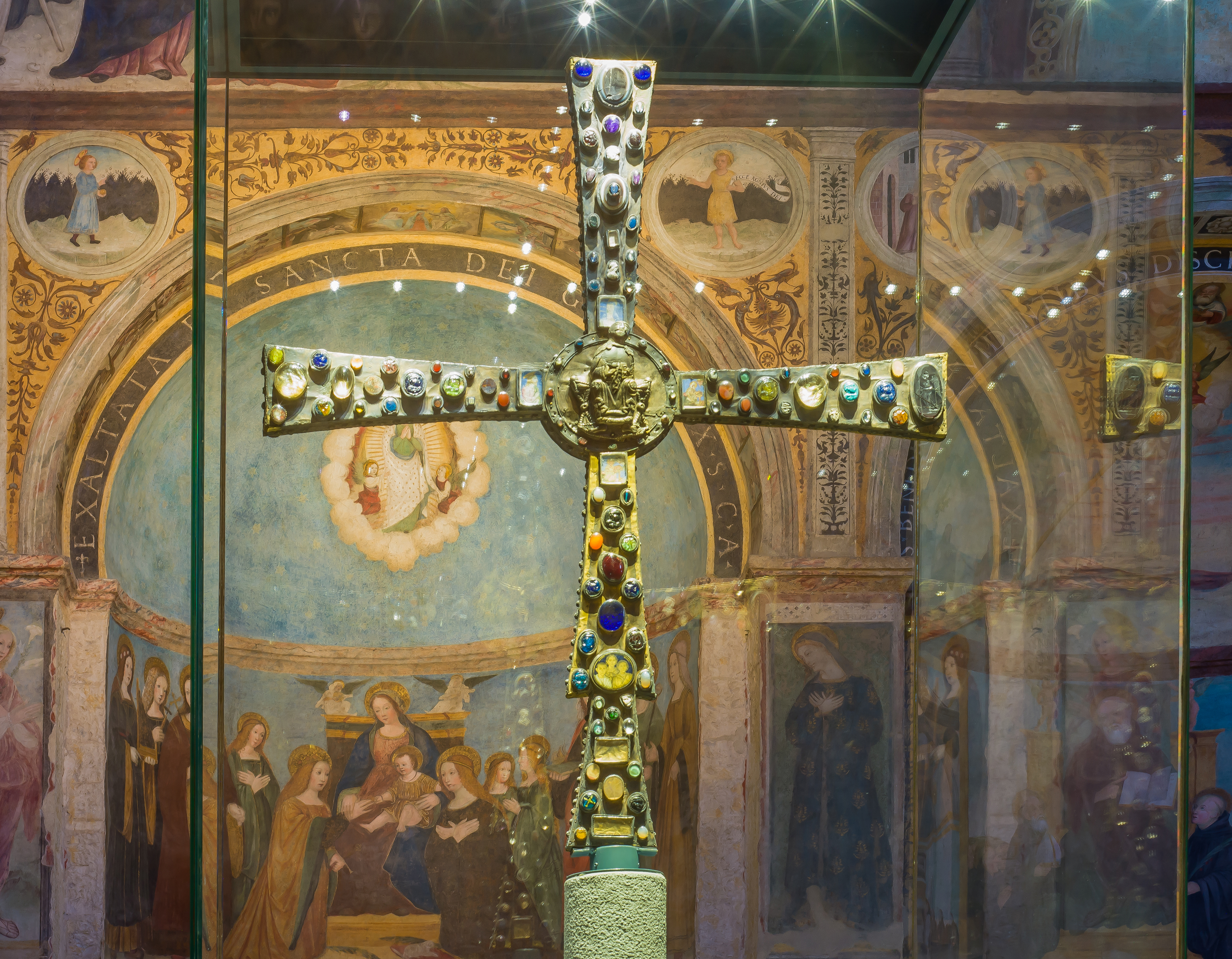
La croce di Desiderio
L'abside sinistra di Santa Maria in Solario
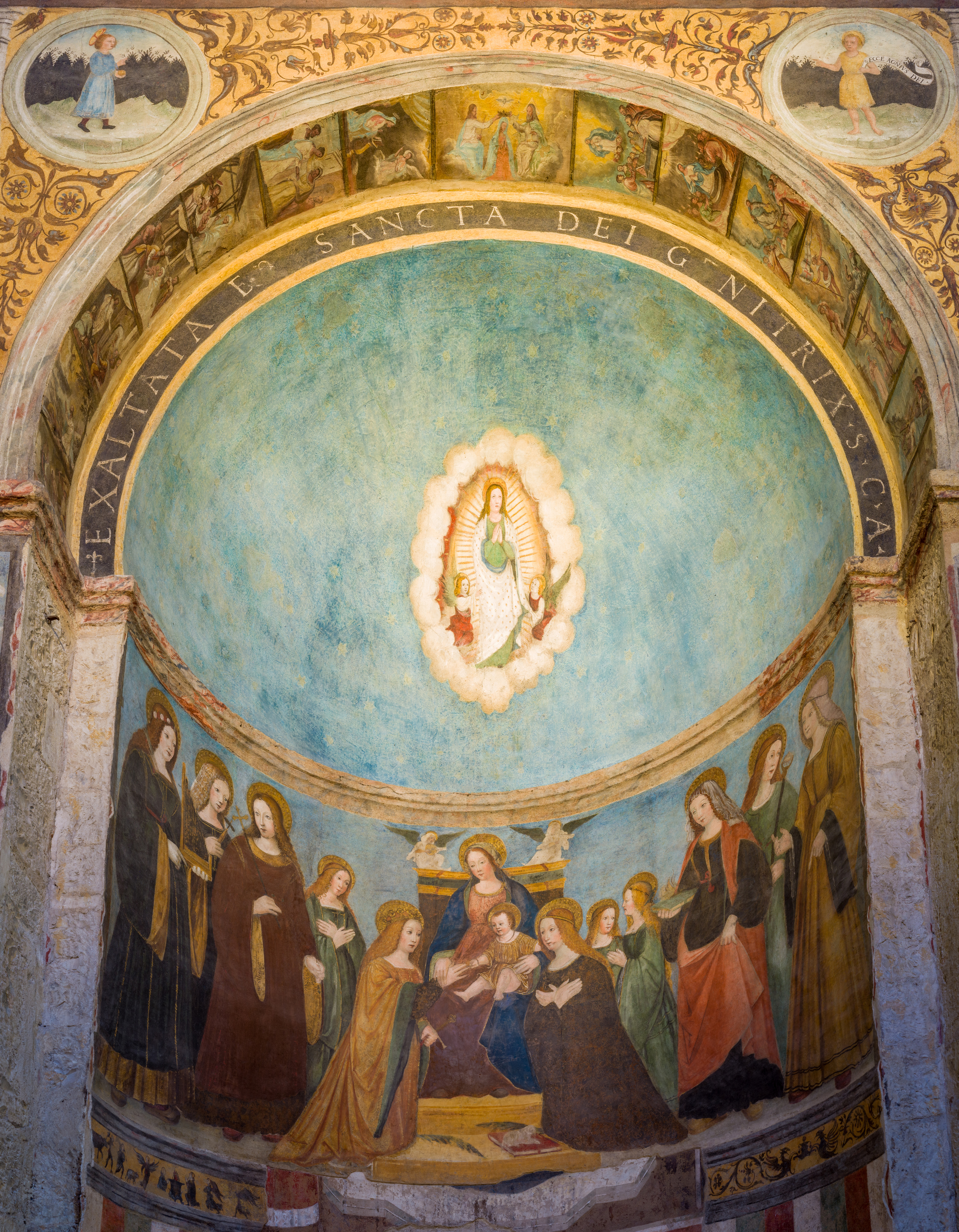
L'abside centrale
L'abside destra
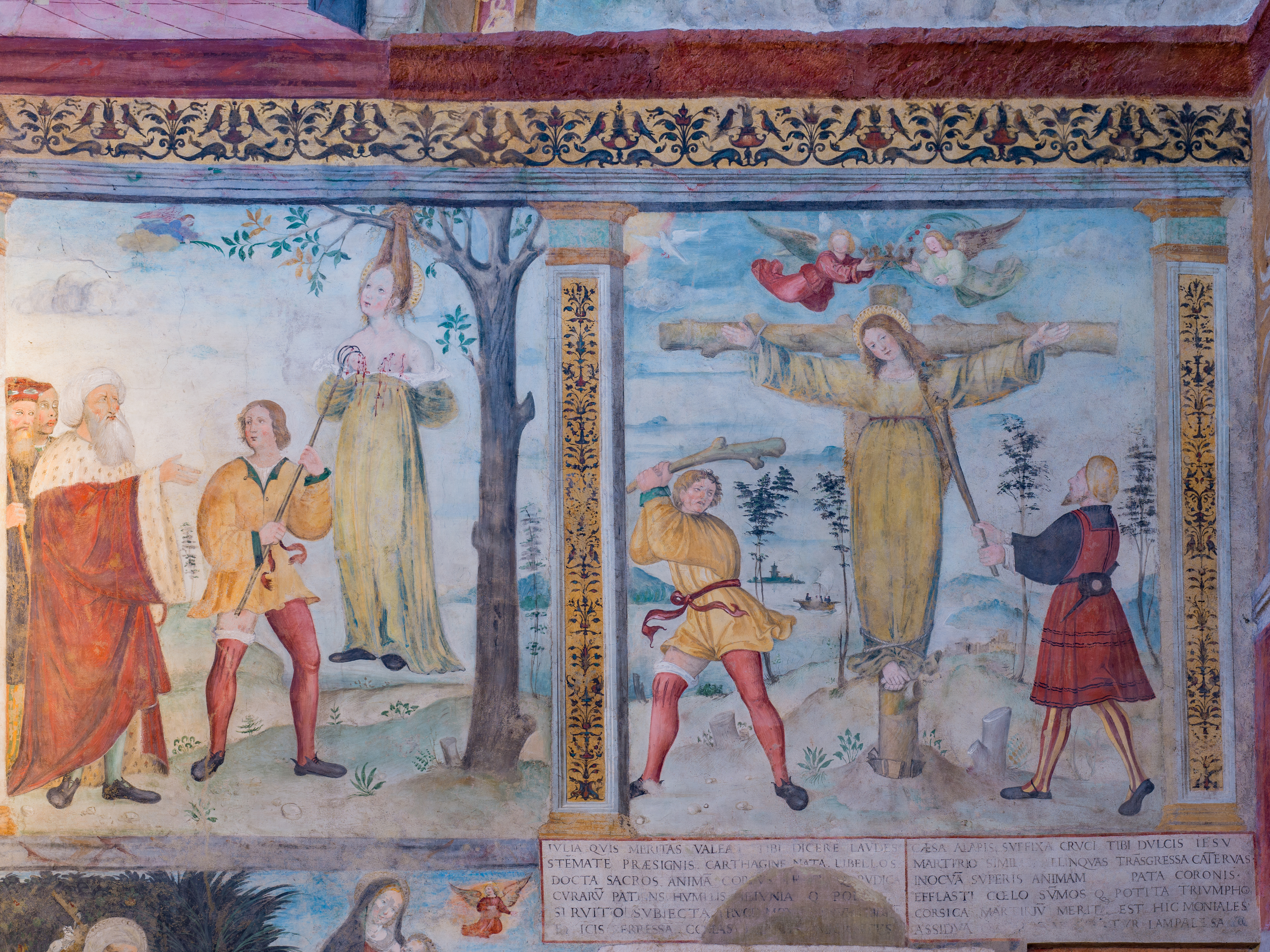
Il martirio di Santa Giulia
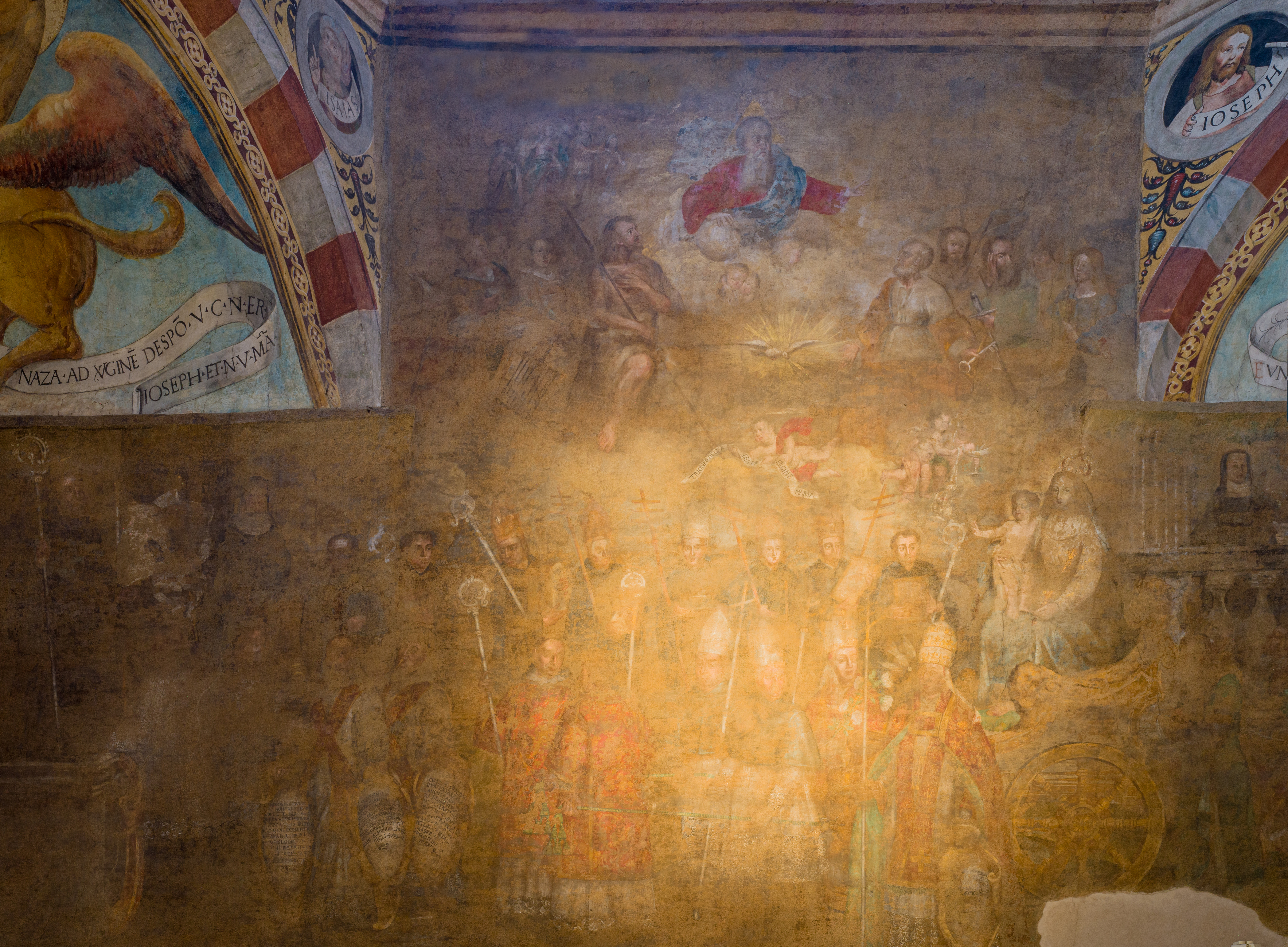
L'affresco seicentesco della parete Ovest
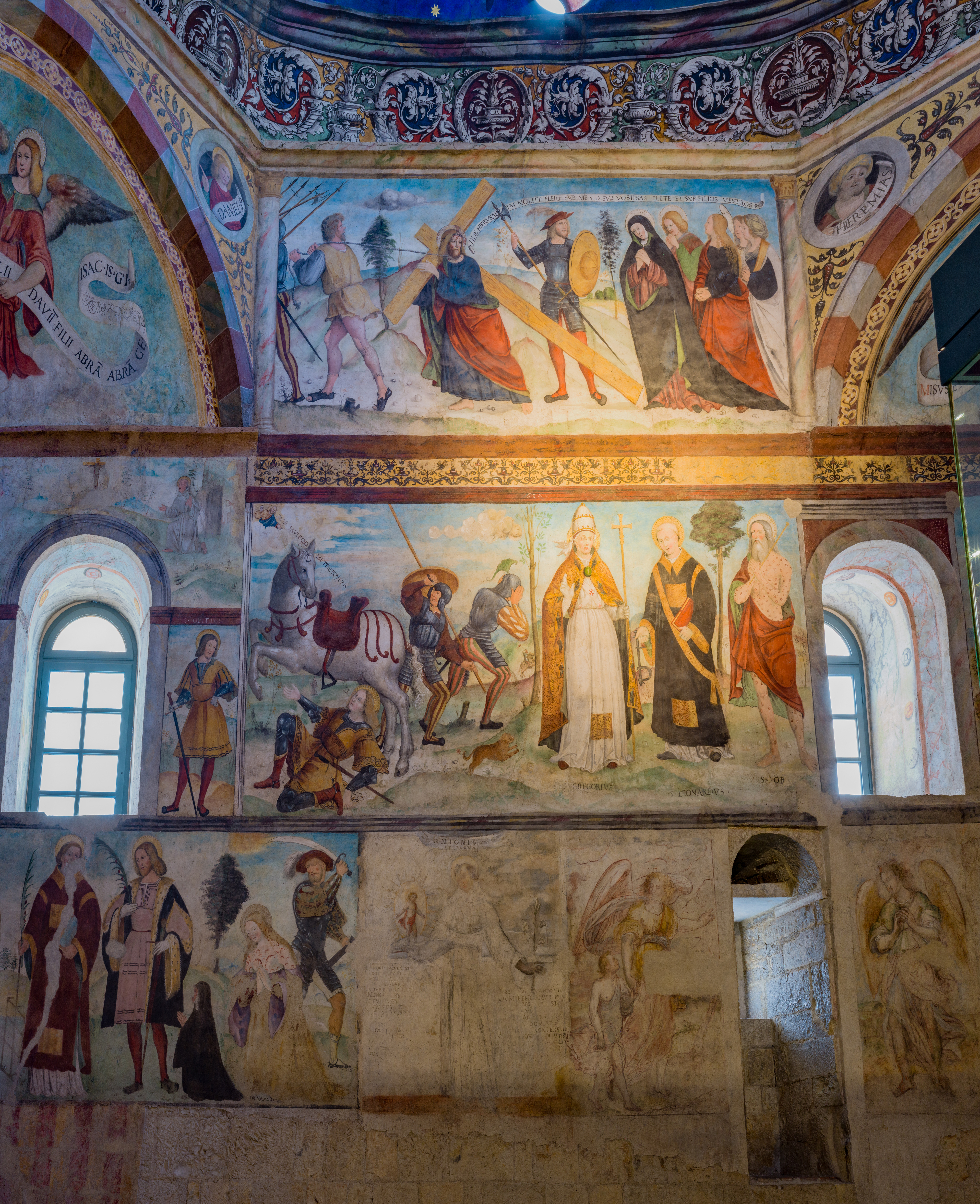
Affreschi della parete Sud

#### La chiesa di San Salvatore
Nella chiesa di San Salvatore, il nucleo antico del monastero giunto quasi completamente intatto fino a noi, sono conservati i reperti artistici più importanti della dominazione longobarda su Brescia e, indirettamente, di quella fase della storia del complesso. Alla chiesa si accede attraverso la grande aula colonnata che sostiene il coro delle monache, dove già si trovano numerosi pezzi.
La stessa chiesa ospita, alle sue pareti, diverse opere d'arte, fra cui gli affreschi del Romanino e di Paolo Caylina il Giovane.
Opere presenti nella chiesa
Nell'aula d'ingresso:
- Colonnine, lastre, capitelli, cornici, archetti e frammenti vari dalla chiesa di San Salvatore, marmo, VIII-IX secolo
- Anonimo - San Pietro e altri soggetti religiosi, affreschi, dal fianco esterno sud della chiesa, XII secolo

Nella chiesa:
- Arredi liturgici, marmo e legno, VIII secolo
- Anonimo - Lastra con pavone e frammenti gemelli, marmo proconnesio, VIII secolo
- Girolamo Romanino - Storie di sant'Obizio
- Paolo Caylina il Giovane - Storie della Vergine e dell'infanzia di Cristo nella cappella della Vergine
- Maestro milanese - Storie di san Giovanni Battista, seconda metà del XIV secolo

Galleria di opere

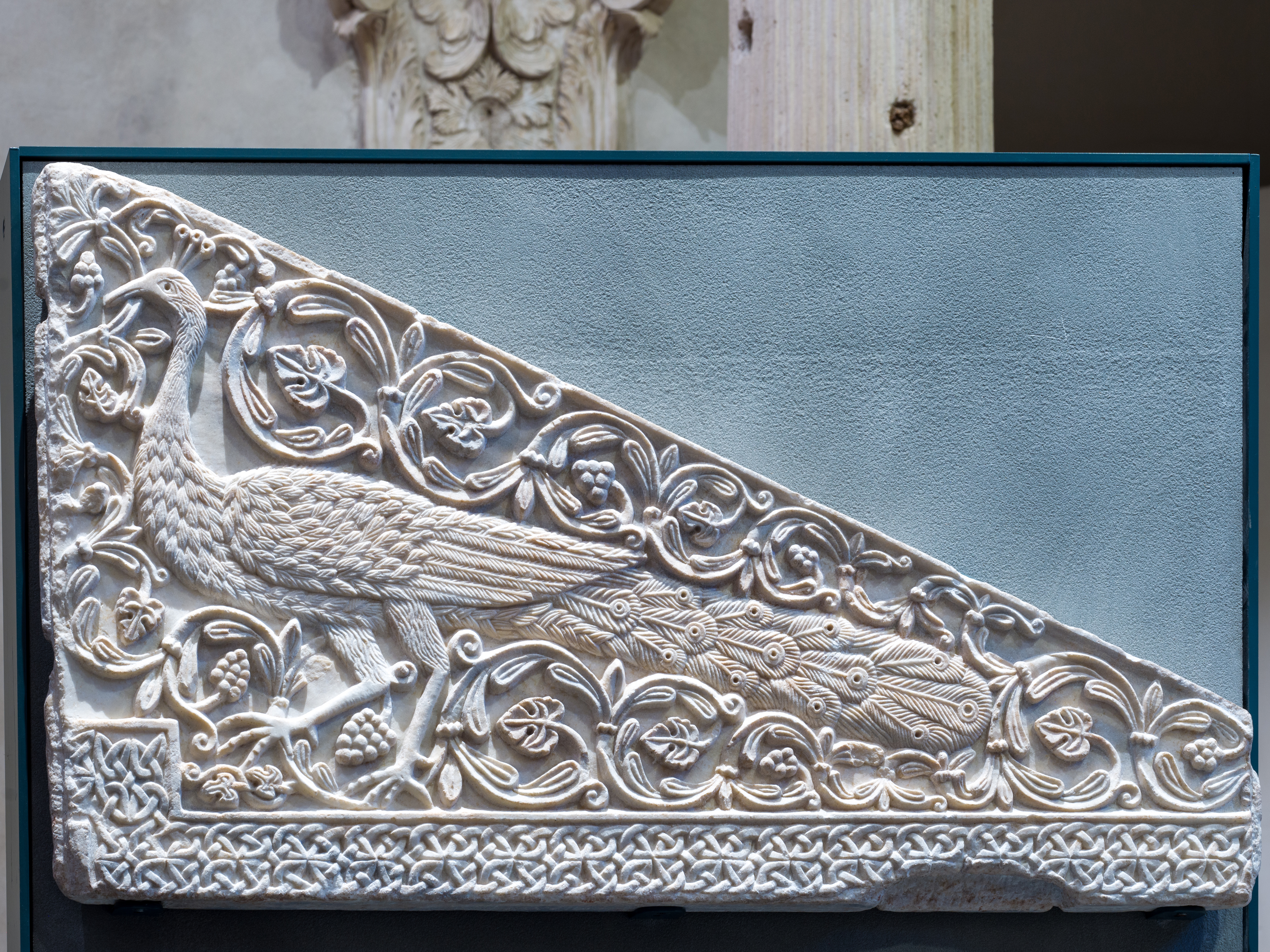
Rilievo di pavone
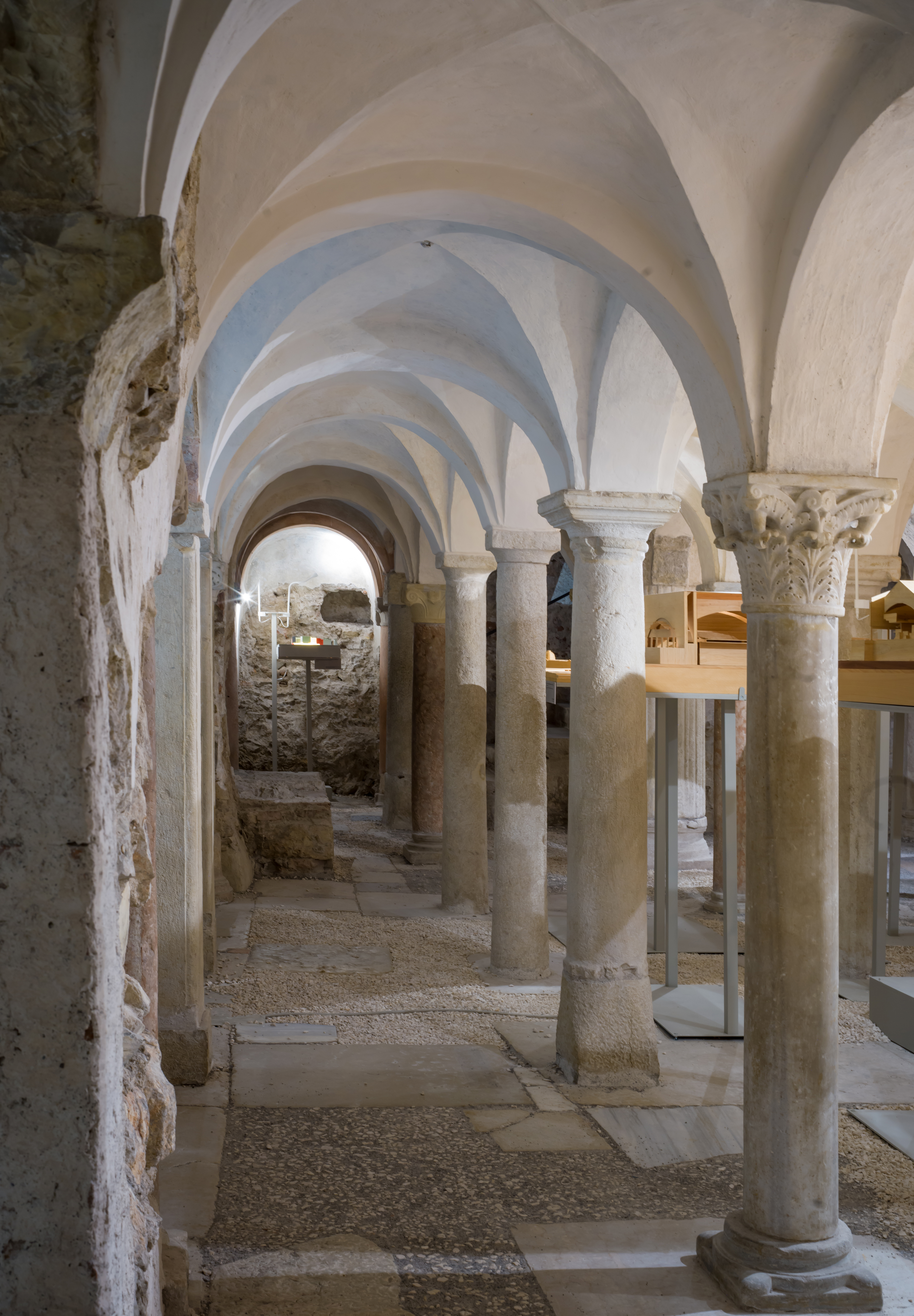
Cripta
Aula principale
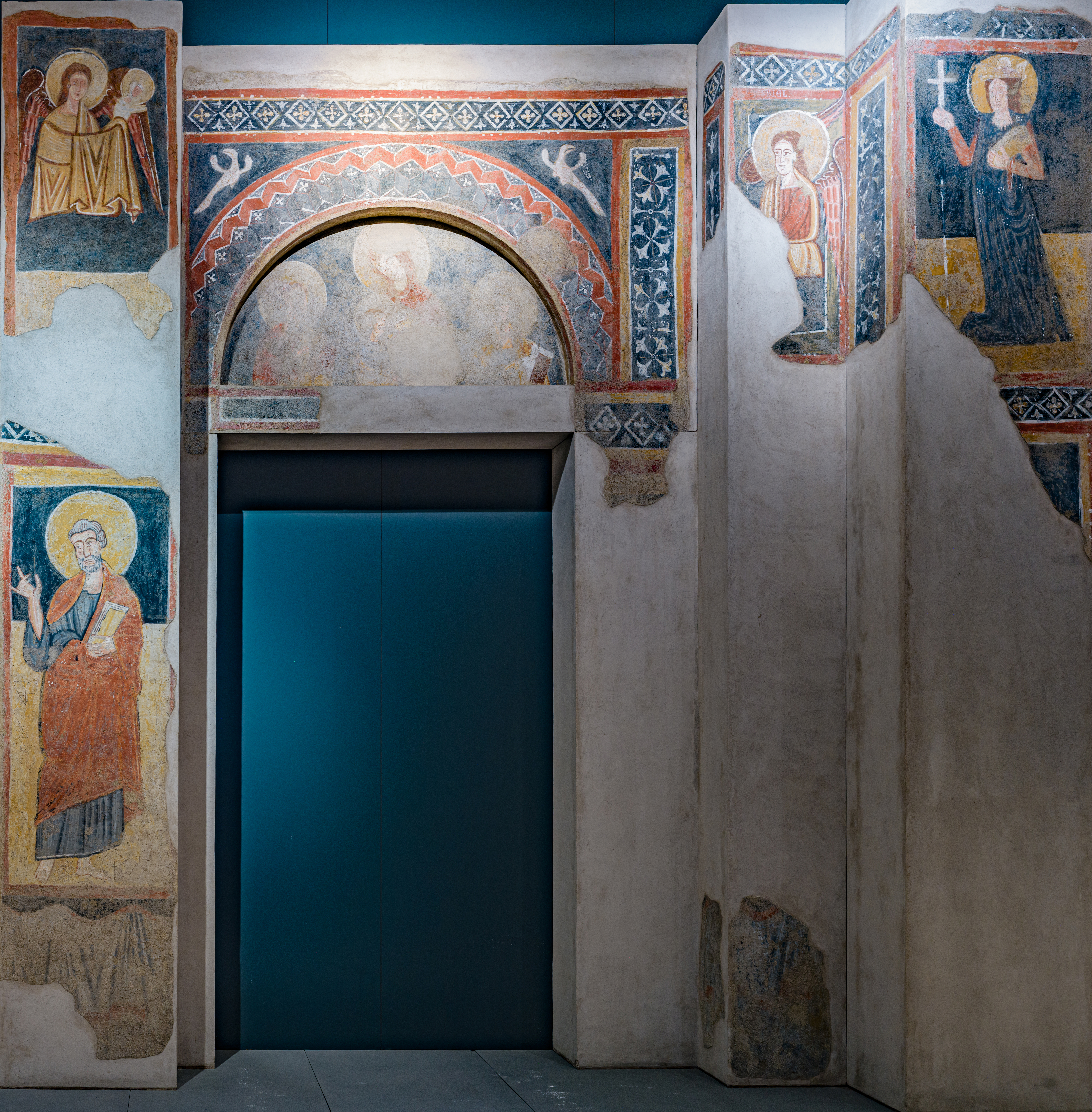
Affreschi del portale meridionale
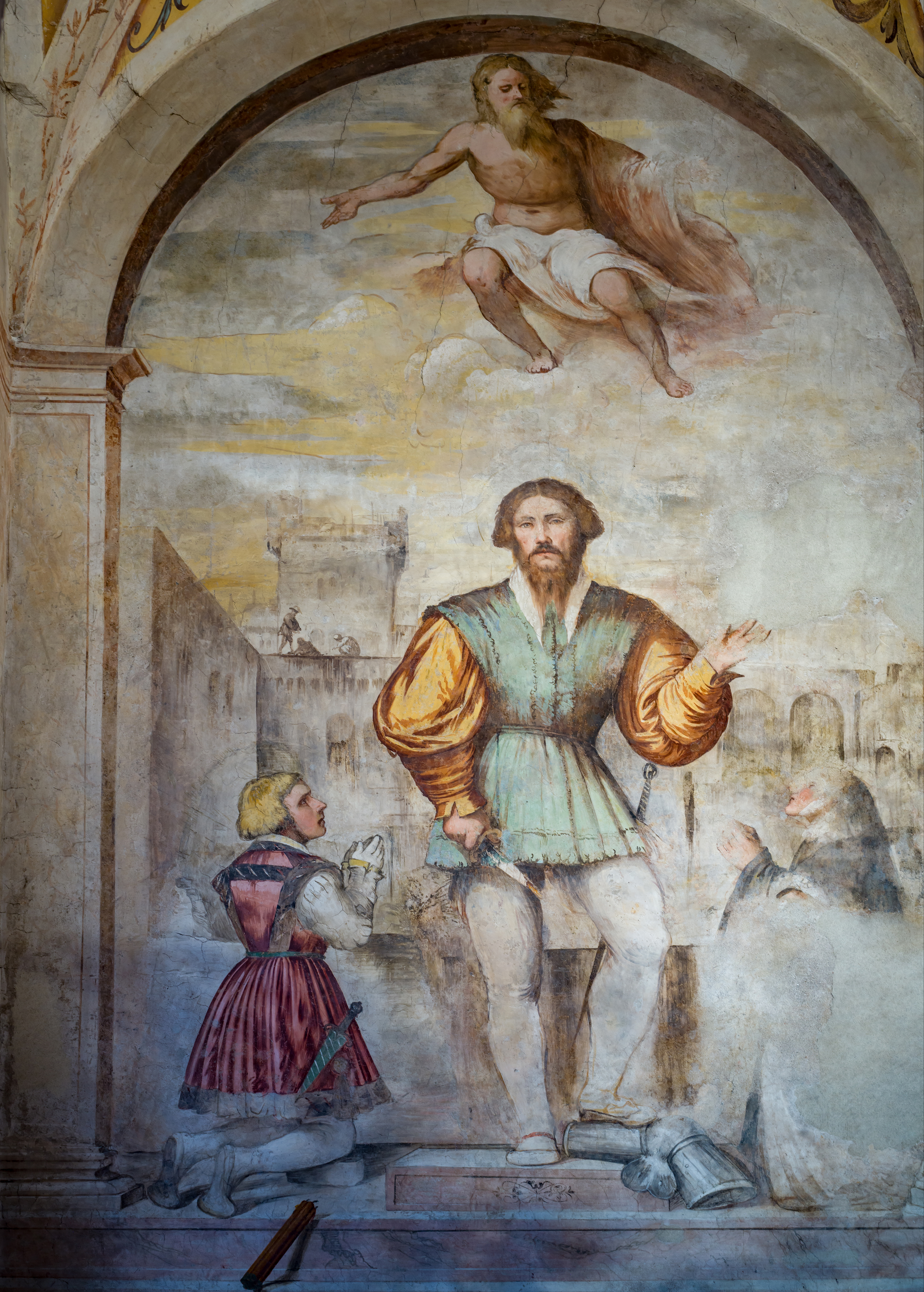
Affresco del Romanino
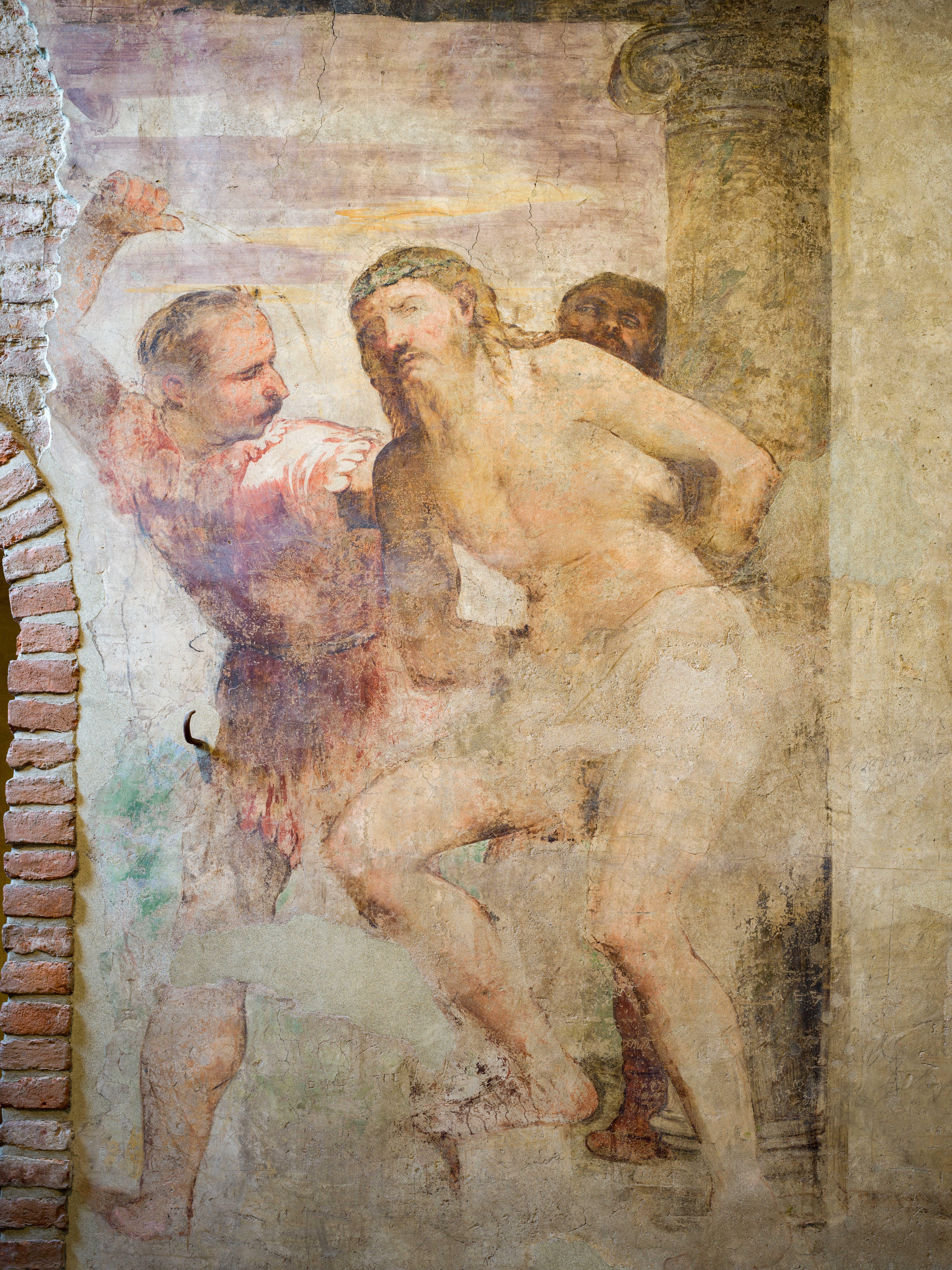
Affresco del Romanino

#### Il coro delle monache
Il coro delle monache, costruito a ridosso della facciata della chiesa di San Salvatore nella seconda metà del Quattrocento per permettere alle monache in clausura di ascoltare la messa senza mostrarsi ai fedeli, è stato completamente affrescato nella prima metà del secolo successivo da Floriano Ferramola, Paolo Caylina il Giovane e altri artisti minori, probabilmente di bottega.
L'ambiente è dedicato ai monumenti funerari di età veneta, dei quali sono qui raccolti alcuni pregevoli esemplari, primo fra tutti il Mausoleo Martinengo ma anche il monumento funebre di Nicolò Orsini.
Opere presenti nel coro
- Bernardino delle Croci - Mausoleo Martinengo, marmi vari e bronzo, 1503
- Anonimo - Arca di san Paterio, marmo di Botticino, 1478 circa
- Antonio Mangiacavalli - Monumento funebre di Nicolò Orsini, primo decennio del XVI secolo

Galleria di opere

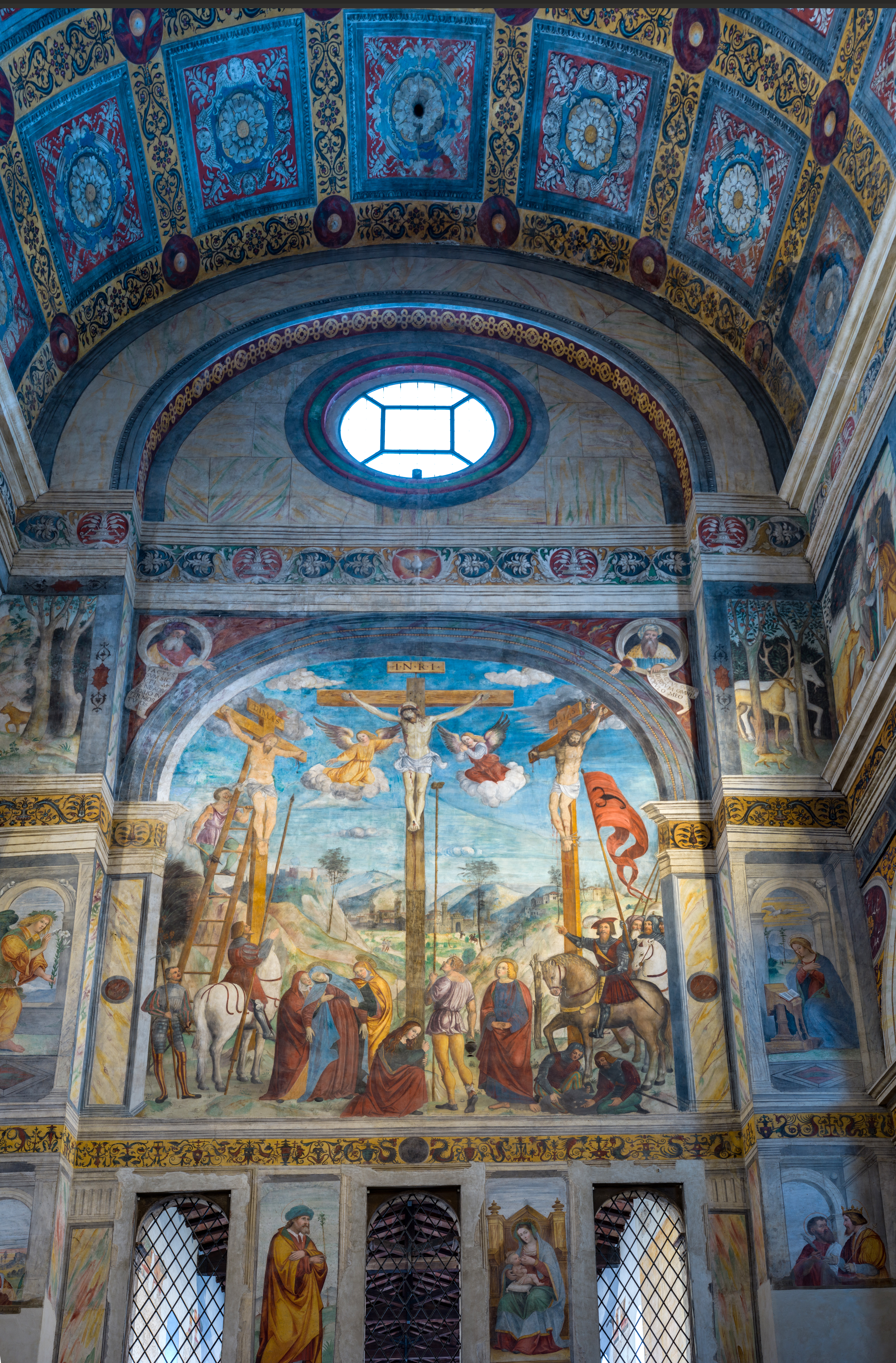
Parete Est
Cappelle settentrionali
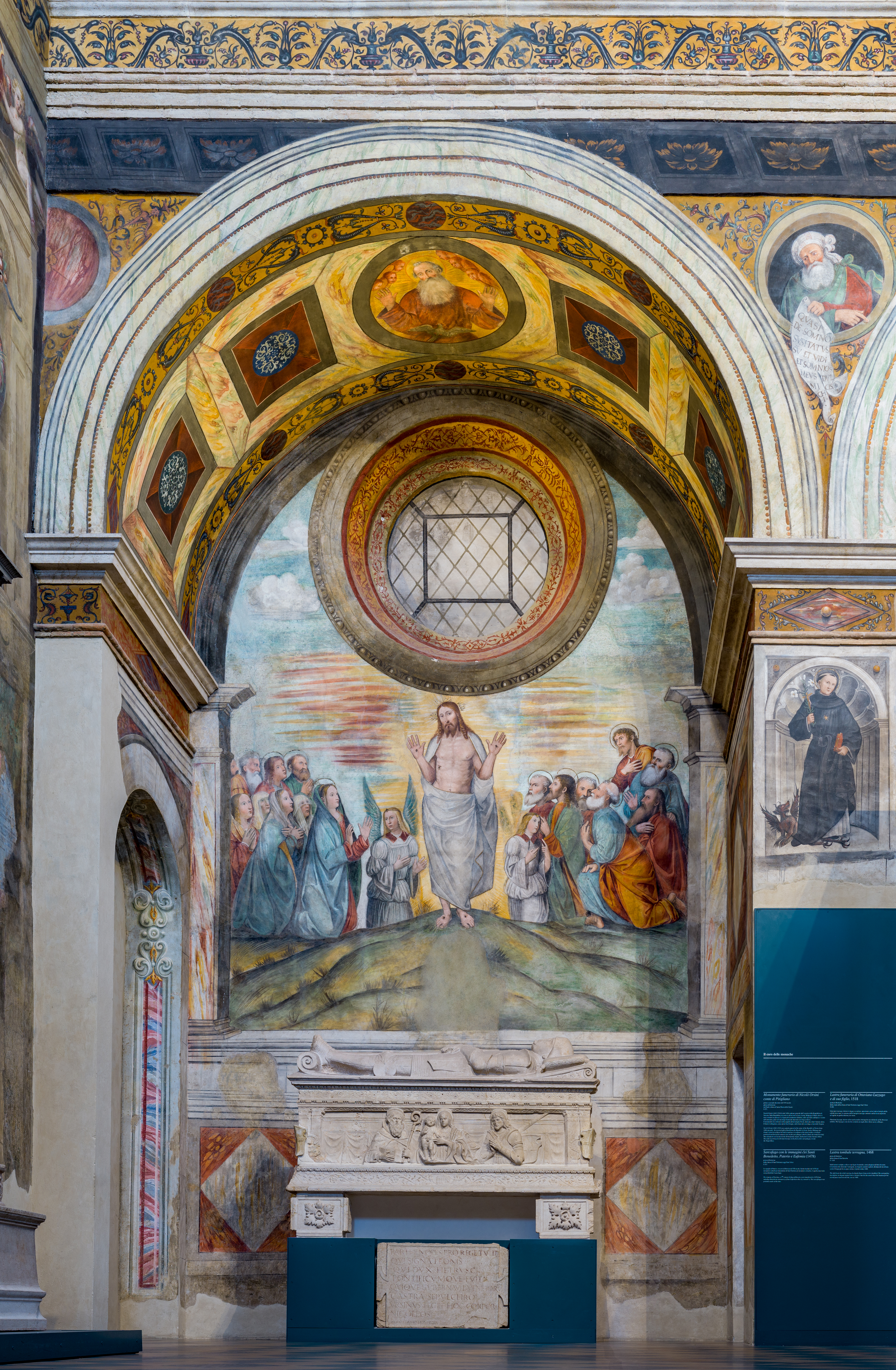
Cappella settentrionale
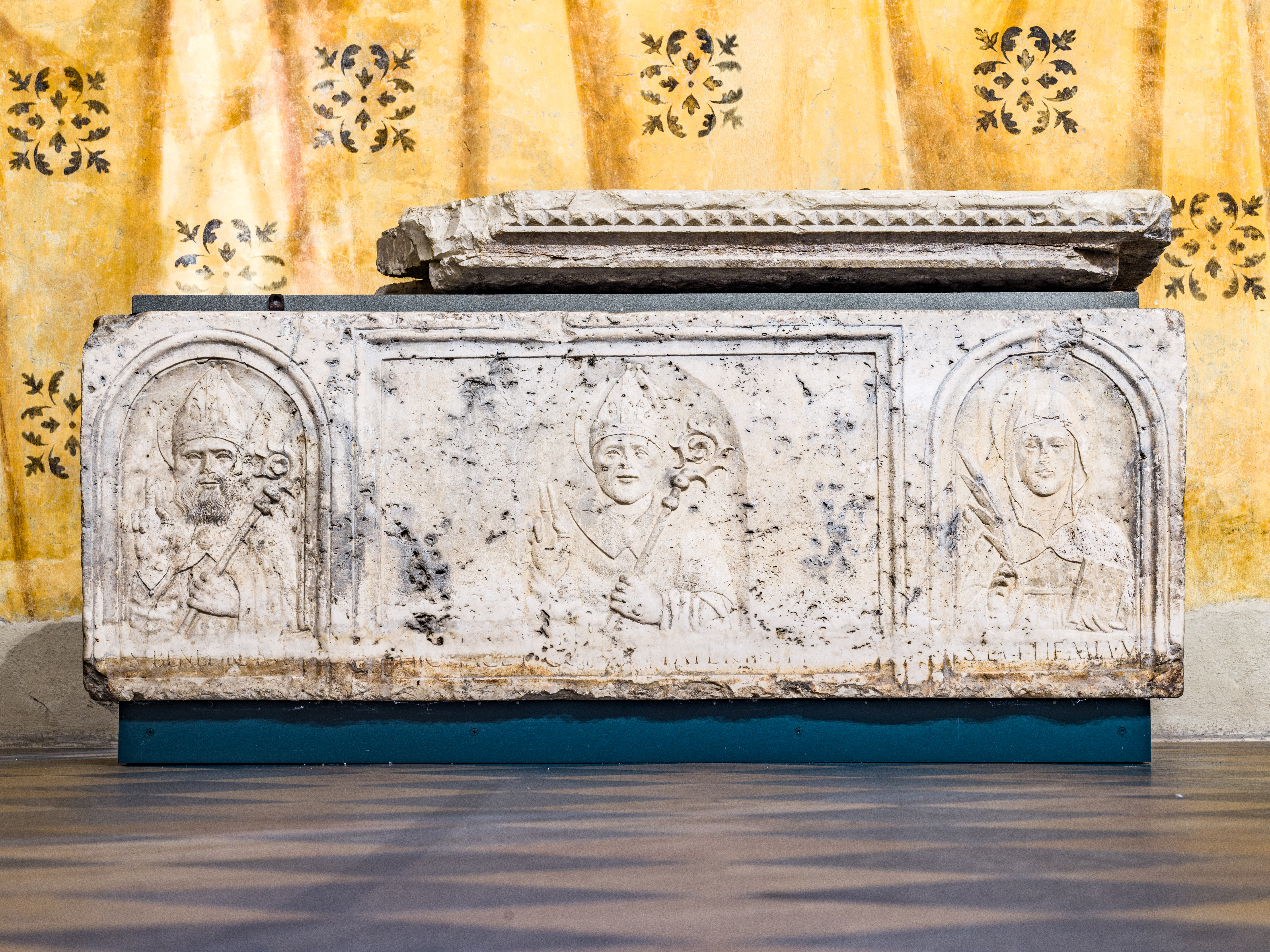
Sarcofago di San Paterio
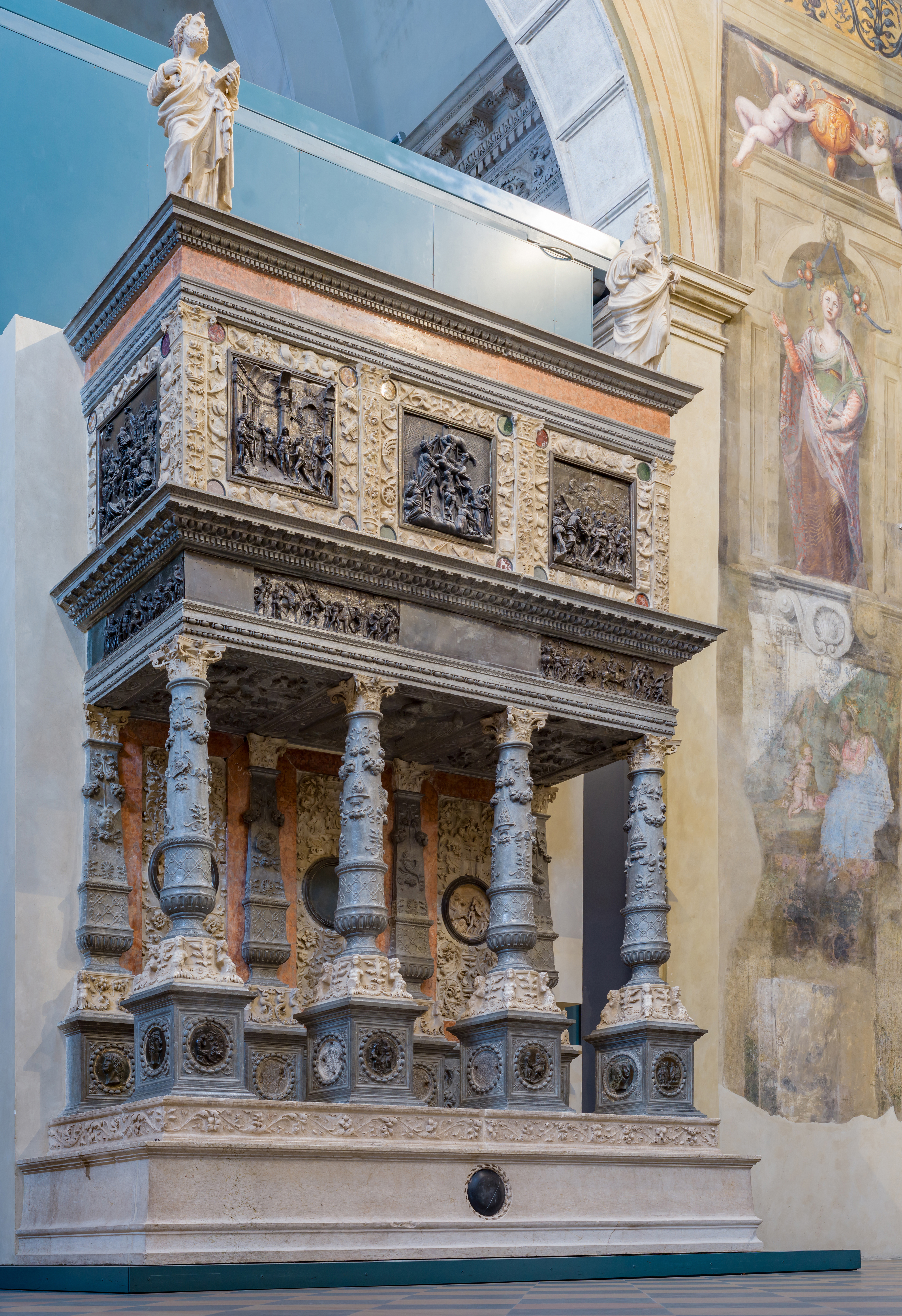
Mausoleo Martinengo

#### La chiesa di Santa Giulia
Costruita da Giulio Todeschini tra il 1593 e il 1599, la chiesa di Santa Giulia conclude la successione di spazi religiosi connettendo, in un'unica struttura, la chiesa di San Salvatore e il coro delle monache. La chiesa si trova all'esterno del percorso espositivo del museo poiché convertita in sala conferenze: non è quindi possibile visitarla.
La chiesa, comunque, è stata completamente svuotata delle sue opere d'arte e degli arredi liturgici durante l'Ottocento e non ospita pertanto alcun oggetto d'interesse storico e artistico al di fuori della pura architettura. L'unico pezzo presente è il portale del duomo di Chiari, opera del 1513 di Gasparo da Coirano, smontato nel 1846 e rimontato sulla controfacciata della chiesa nel 1882.

### Percorso 2: Il museo della città

#### L'età preistorica e protostorica
Il settore, che si sviluppa nel piano seminterrato dell'ex monastero, illustra l'evoluzione degli insediamenti umani in territorio bresciano dal III millennio a.C. all'età del Ferro, presentando numerosi reperti rinvenuti in città e in provincia. La seconda parte del percorso mostra invece materiali e oggetti dell'età protostorica, dal VI secolo a.C. al II secolo a.C., con approfondimento particolare alla dominazione dei Celti e alle loro necropoli, delle quali sono stati ritrovati numerosissimi esempi in tutta la provincia.
Opere presenti nel settore "Età preistorica"
- Strumenti di lavoro in selce e vasi, III millennio a.C.
- Tavoletta "enigmatica", antica età del Bronzo
- Ripostiglio di asce e frammenti del vaso che le conteneva, antica età del Bronzo
- Boccali, tazze e altri oggetti analoghi, età del Bronzo
- Tomba a cremazione, media età del Bronzo
- Ceramiche, spilloni, rasoi, falcetti, punte di freccia, oggetti in osso e corno lavorati, tarda età del Bronzo
- Tomba a cremazione, tarda età del Bronzo
- Roncolo, fibule e coppe, età del Ferro
- Elmo, bronzo, IV secolo a.C.
- Ceramiche, frammenti di telaio e vasi, età del Ferro

Opere presenti nel settore "Età protostorica"
- Sarcofago in terracotta e corredo funerario, III secolo a.C.
- Elmo in bronzo e falere in argento, I secolo a.C.
- Ornamenti maschili e femminili, III-II secolo a.C.
- Corredo funerario di un guerriero, II secolo a.C.

#### L'età romana

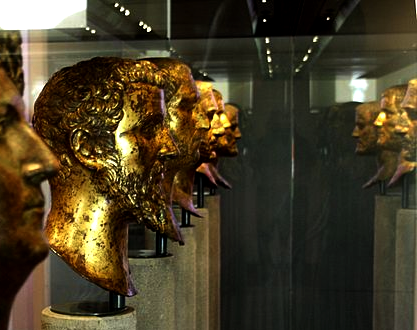
I ritratti romano in bronzo.

La sezione del museo dedicata all'età romana si articola lungo quattro differenti settori: il primo è dedicato alle testimonianze romane presenti nel territorio, il secondo alle domus dell'Ortaglia e ai reperti analoghi recuperati in città, il terzo a lapidi e oggetti funerari e il quarto alle iscrizioni. In quest'ultimo, in particolare, sono conservati numerosi esemplari di iscrizioni di tutti i tipi, databili dal I secolo a.C. al V secolo d.C.
In questa zona si conservano inoltre i bronzi romani recuperati nel 1826 dal nascondiglio del Capitolium durante gli scavi dell'Ottocento. Anche la Vittoria alata si trovava qui fino al 2020, quando è stata ricollocata nel Capitolium.
Opere presenti nel settore "Il territorio"
- Pietre miliari dalla via Gallica, marmi vari, III-IV secolo
- Anfore, terracotta, I secolo a.C. - IV secolo a.C.
- Vasellame, ceramiche, conocchie, chiavi, oggetti femminili, coltelli e forbici, I-IV secolo
- Piccoli idoli di divinità e amuleti, bronzo, I-IV secolo
- Calendario domestico, terracotta, III secolo
- Cippi, lapidi e monumenti funerari, marmi vari, I-IV secolo
- Corredi funerari dalla necropoli di Nave, I secolo a.C. - I secolo d.C.
- Corredo funerario di un atleta, I secolo a.C.
- Piatti e cucchiai, argento, II-III secolo a.C.
- Anfora, vetro soffiato decorato, I secolo

Opere presenti nel settore "La città"
- Ritratto di un membro della famiglia di Augusto, marmo bianco, I secolo a.C.
- Frammenti di affreschi e sculture dal Tempio Repubblicano, I secolo a.C.
- Frammento di idolo, I secolo a.C.
- Frammenti di opere scultoree dal Capitolium, I secolo d.C.
- Prigioniero, dal Capitolium, bronzo, II secolo d.C.
- Cornici modanate e decorate da rosette a stampo, dal Capitolium, bronzo, II secolo d.C.
- Balteo, dal Capitolium, bronzo, II-III secolo d.C.
- Ritratti di imperatori e loro consorti, dal Capitolium, bronzo, II-III secolo d.C.
- Frammenti di opere scultoree dal foro romano, oggi Piazza del Foro, I secolo d.C.

Domus dell'Ortaglia
Nell'area delle domus:
- Materiali da costruzione delle domus, recuperati o mostrati come esempio
- Arredi vari recuperati dalle sale, II-III secolo d.C.
- Oggetti d'uso quotidiano, II-III secolo d.C.
- Bauletto-cassaforte, frammenti di ferro rimontati su legno, II-III secolo d.C.
- Viridarium, ricostruzione filologica di un "giardino delle delizie" di epoca romana

Nella sala a nord:
- Mercurio seduto, lar, bronzo, IV secolo a.C.
- Idoli e statuette, bronzo, IV secolo a.C. - III secolo d.C.
- Mosaici pavimentali e affreschi dalla Domus della Pantera e dalla Domus di via San Rocchino II secolo d.C.
- Frammenti di opere scultoree, mosaici, affreschi e oggetti provenienti dall'area di Santa Giulia
- Maestro dell'Attica - Battaglia di Maratona, fronte di sarcofago, marmo bianco, III secolo d.C.

Galleria di opere

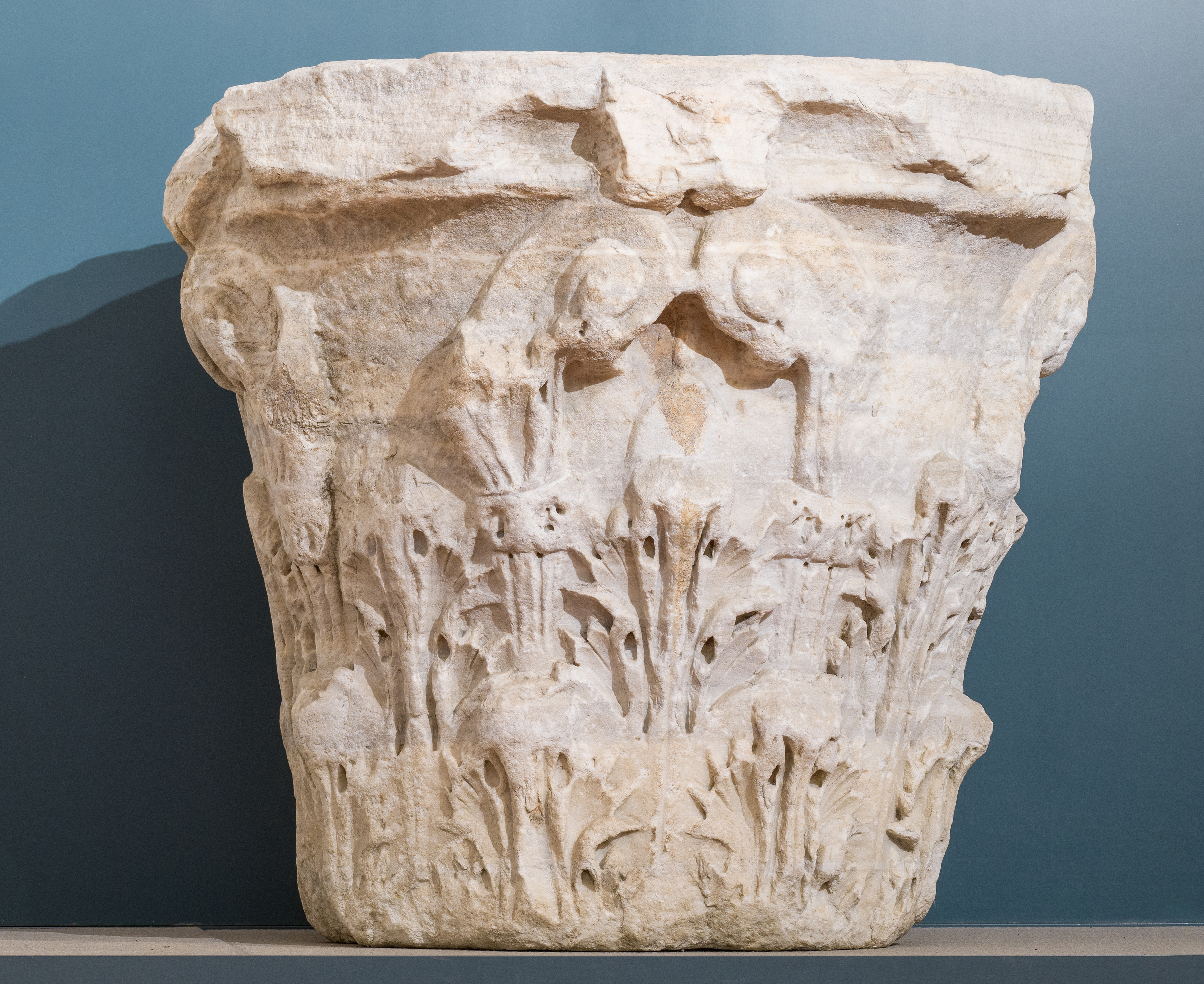
Capitello corinzio con decorazioni di foglie di acanto del I secolo d.C
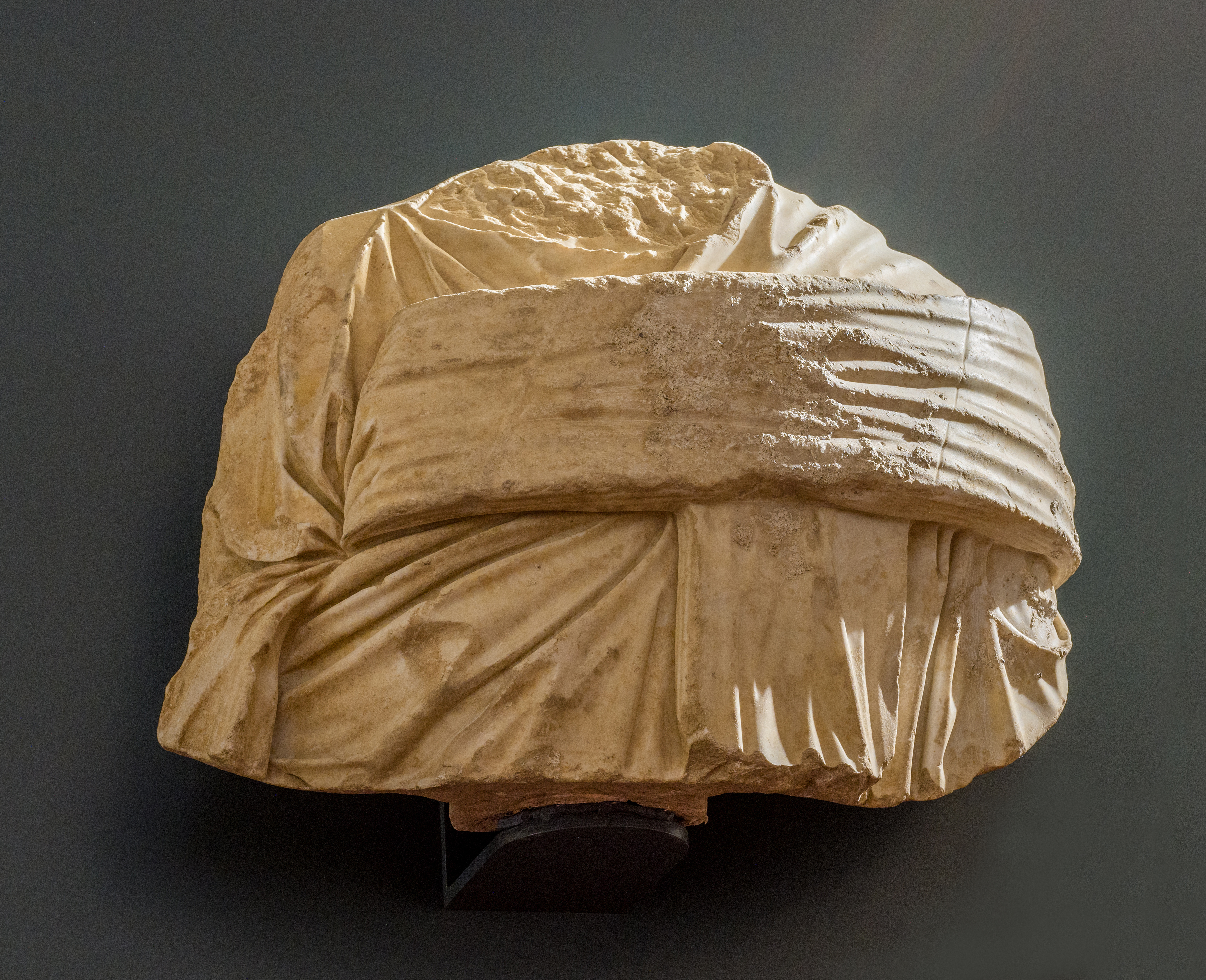
Busto di togatodel III-IV secolo d.C. in marmo
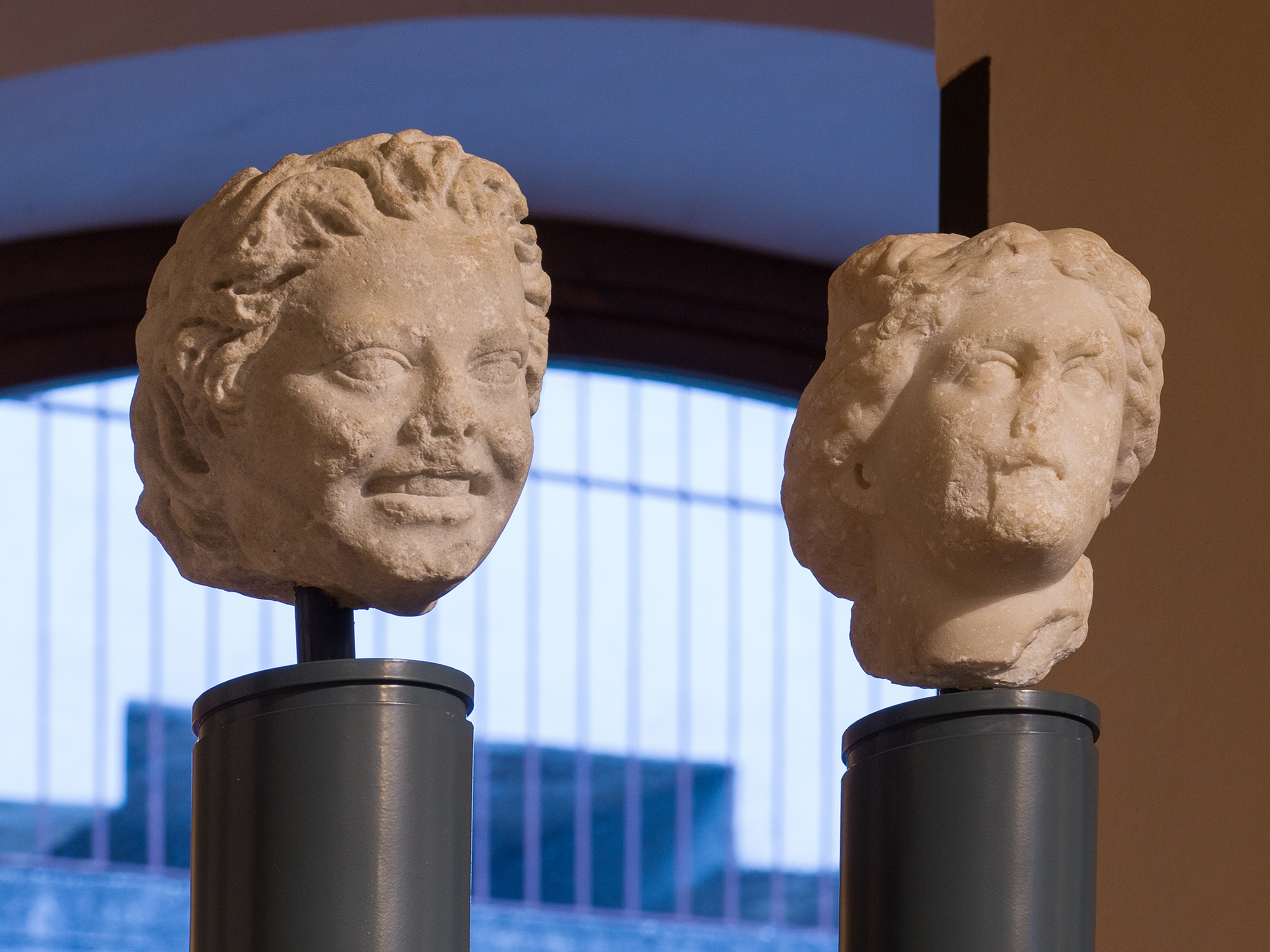
Satiro e testa femminile
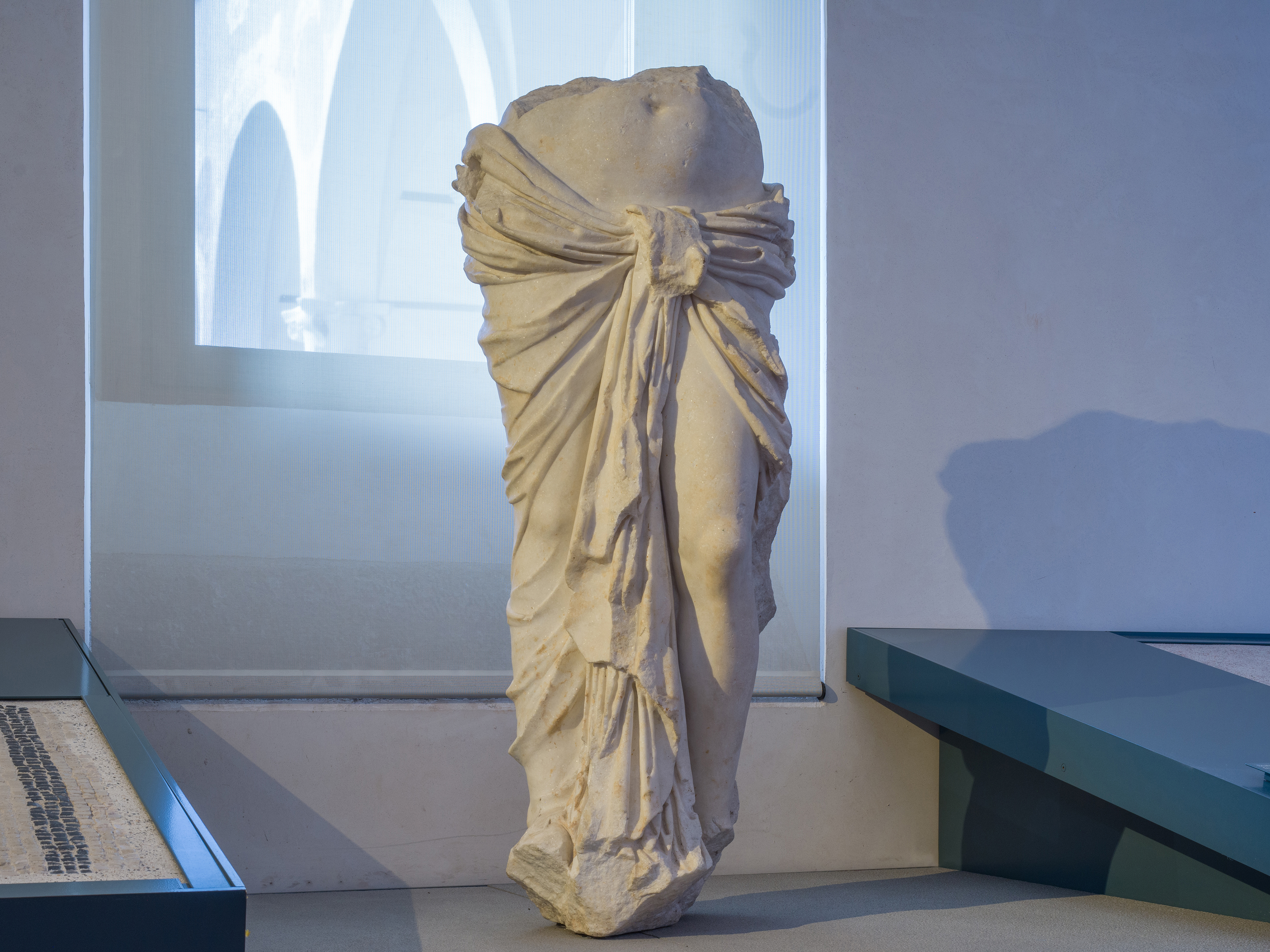
Statua femminile frammentaria I-II secolo d.C. in marmo greco
A destra: figura femminile, a sinistra statua maschile acefala
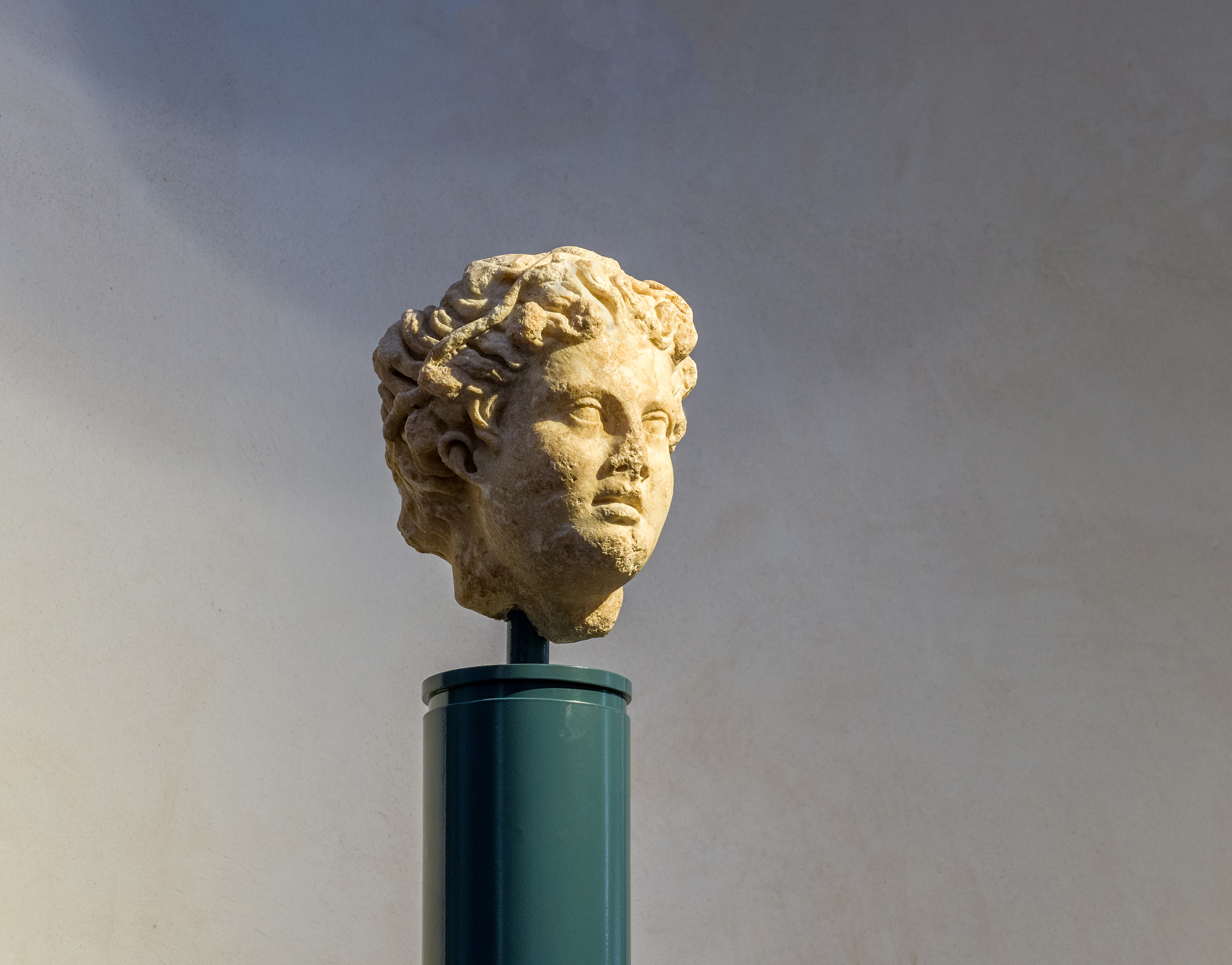
Testa maschile metà II secolo d.C. in marmo di Carrara
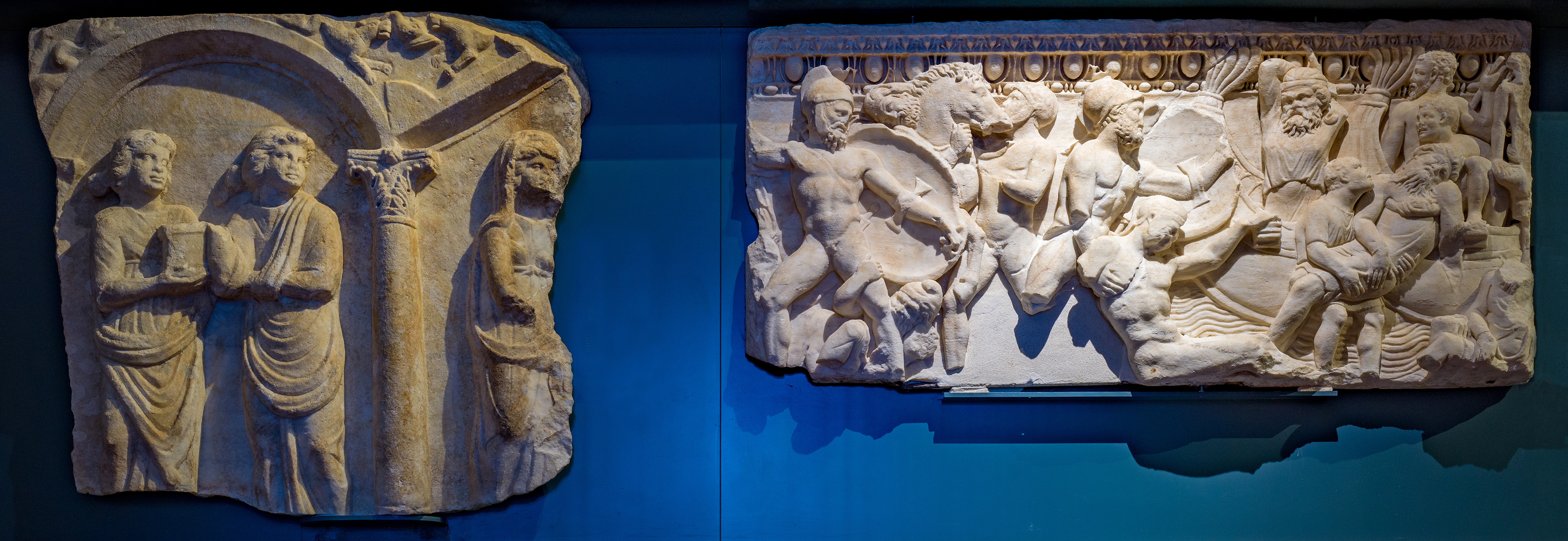
A destra: fronte di sarcofago con battaglia navale II secolo d.C. a sinistra coppia di coniugi IV secolo d.C
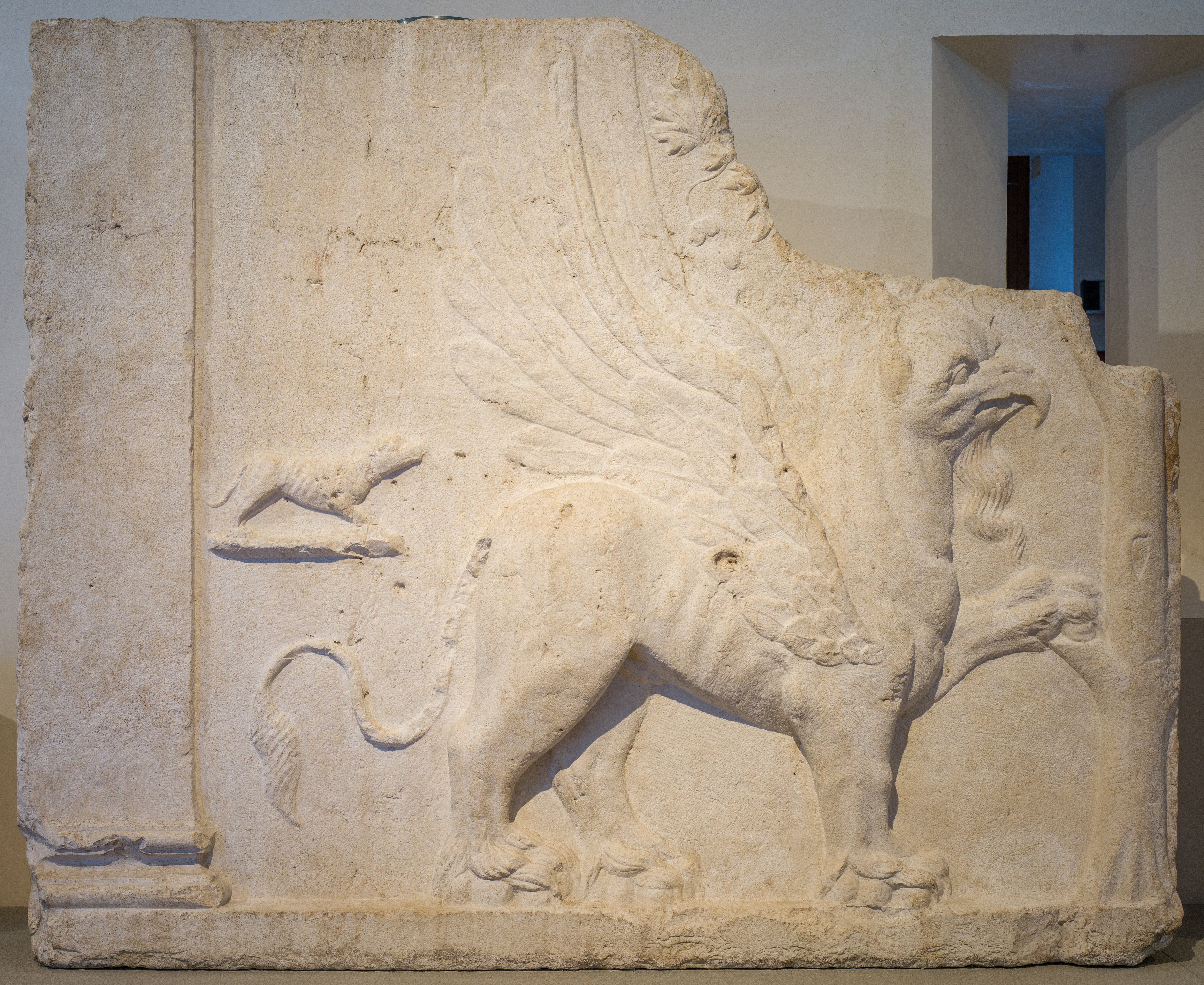
Lastra con grifone animale sacro ad Apollo ed al dio Sole rappresentava l'ascesa del defunto agli dei
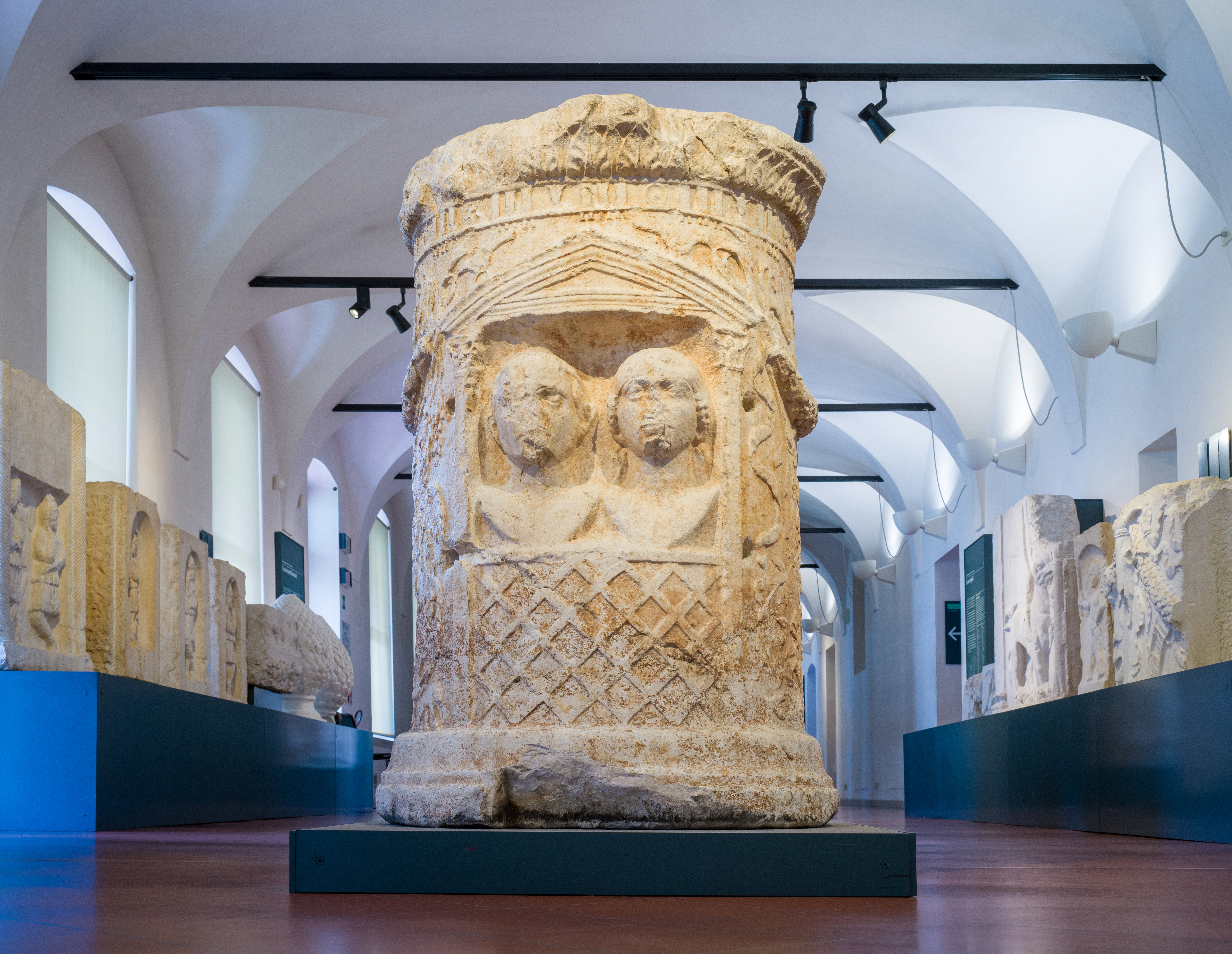
Segnacolo cilindrico con ritratti in Pietra di Botticino
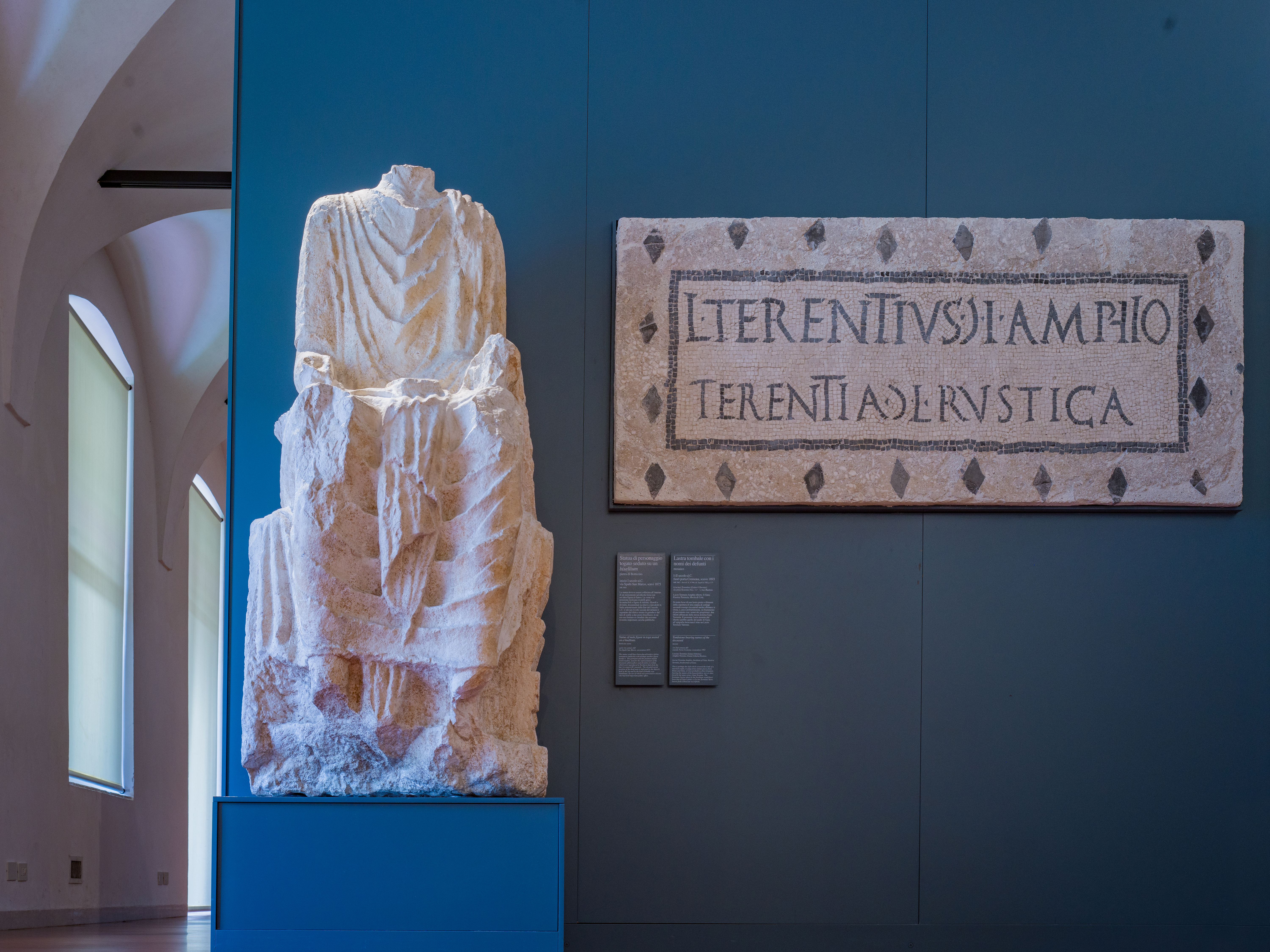
Statua di personaggio togato seduto su un bisellium
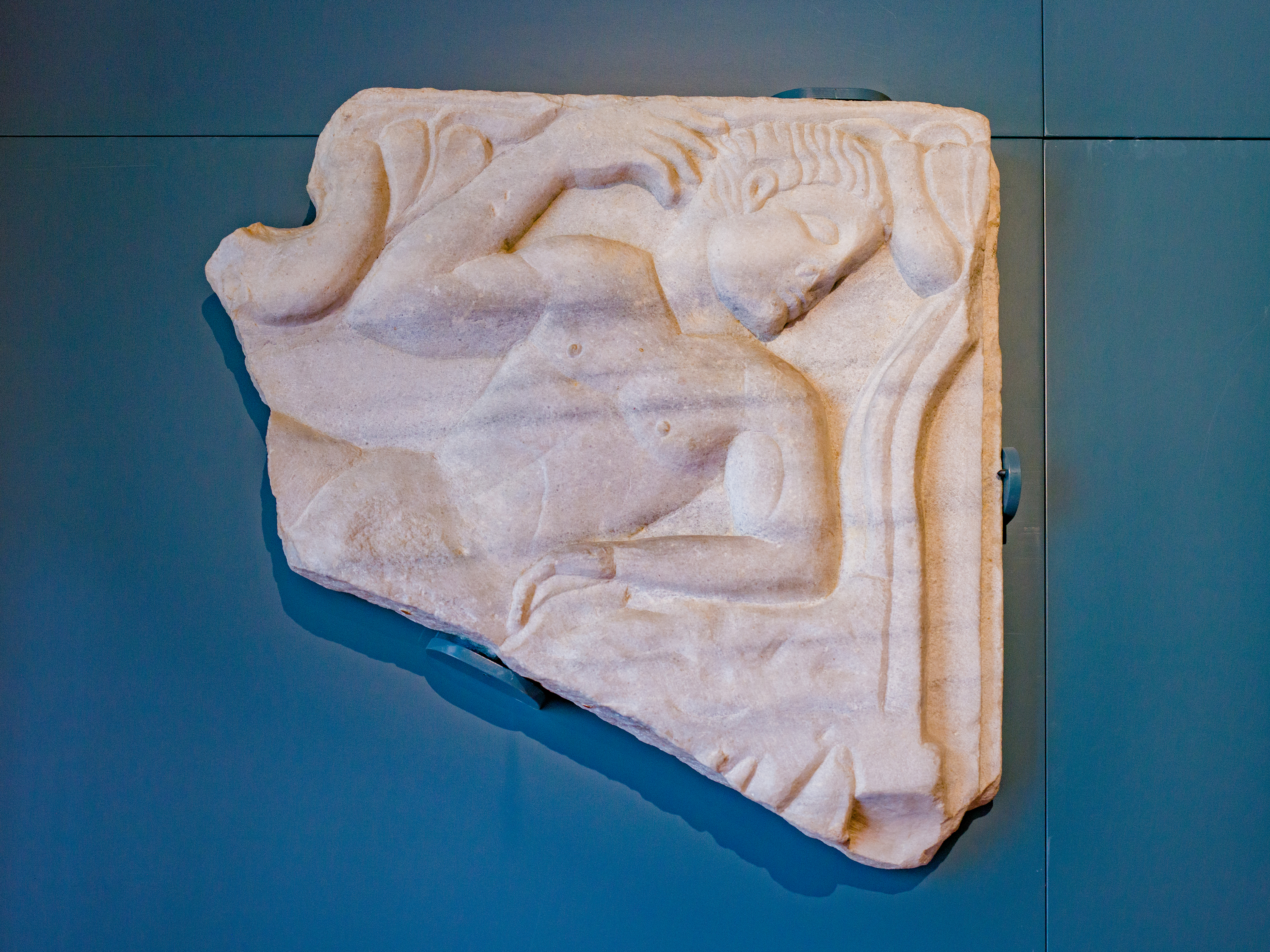
Giona sotto la zucca, frammento di rilievo in marmo di Vezza d'Oglio

Opere presenti nel settore "Le necropoli"
- Lapidi e monumenti funerari con rilievi "a cassetta", marmi vari, I secolo d.C.
- Cippo esagonale con motivi floreali, marmo bianco, I secolo d.C.
- Pilastrini provenienti da recinti funerari con raffigurazioni del semidio Attis, marmo bianco, I secolo d.C.
- Are e segnacoli cilindrici, marmo bianco, I secolo d.C.
- Fregio di architrave con raffigurazione di una biga trainata da delfini, marmo bianco, I secolo d.C.
- Letto funebre, argento, I-II secolo d.C.
- Cratere per ceneri, alabastro, II secolo d.C.
- Urne funerarie, pietra e marmi, I-II secolo d.C.
- Sarcofagi romani, pietra e piombo, I-II secolo d.C.
- Sarcofago cristiano decorato con scene della Bibbia, marmo apuano, IV secolo d.C.
- Sarcofago del Passaggio del Mar Rosso, dalla chiesa di Sant'Angela Merici, onice, IV secolo d.C.

#### L'età altomedievale: Longobardi e Carolingi
Nel settore sono esposte le testimonianze della dominazione dei Longobardi e dei Carolingi, che si susseguirono sulla città tra il VI e l'XI secolo prima della nascita dei Comuni. I reperti esposti sono prevalentemente di tipo bellico (armi e equipaggiamenti provenienti da tombe) e domestico (gioielli e oggetti d'uso) più altri oggetti di valenza artistica e religiosa, fra i quali il prezioso gallo di Ramperto.
Opere presenti nel settore
- Spade e scudi da corredi di tombe, bronzo e ferro, VII-VII secolo
- Crocette funerarie, VII secolo, lamina d'oro lavorata a sbalzo, VII secolo
- Corredo funerario femminile, VI secolo
- Fibule a staffa, argento dorato con granati almandini, fine VI secolo
- Fibula a S, argento con granati almandini, fine VI secolo
- Pettini decorati, osso, fine VI secolo
- Coltelli, acciarini, fibule e cinture d'uso maschile, VII secolo
- Tremisse longobardo emesso da Desiderio, oro, 756-774
- Gallo di Ramperto, rame argentato e dorato, 820-830
- Capitelli e cornici, fine VIII secolo
- Iscrizioni e frammenti scultorei dall'abbazia di Leno, VIII-X secolo
- Arazzo decorativo di fattura mediorientale, dalla chiesa di Sant'Angela Merici, VIII secolo
- Arazzo decorativo di fattura bizantina, dalla chiesa di Sant'Angela Merici, VIII secolo

#### L'età del Comune e delle Signorie
Il settore, dedicato al basso Medioevo, custodisce le testimonianze artistiche e culturali della storia di Brescia dalla nascita del Comune (1038) all'inizio della dominazione della Repubblica di Venezia, passando quindi attraverso il periodo delle signorie e del governo dei Visconti.
Nelle varie sale, i reperti sono divisi in modo da illustrare l'organizzazione sociale e politica della città del tempo, raggruppando fra loro i documenti del potere economico, politico ed ecclesiastico.
Opere presenti nel settore "Strutture del potere politico"
- Cippo romano di reimpiego con lo stemma dei della Scala e dei Visconti, marmo
- Protomi a forma di testa di lupo, bronzo, dal Broletto, seconda metà del XII secolo
- Figure religiose e fregi decorativi, affreschi, fine XIII secolo
- Quattro telamoni, marmo, dal Broletto (?), fine XIII secolo
- Capitello figurato, marmo di Botticino, metà del XII secolo
- Capitelli istoriati, marmo rosso di Verona, XII-XIII secolo
- Bassorilievo con San Faustino a cavallo, marmo di Botticino, XII secolo
- Pilastrini di balaustra dal Palazzo delle Mercanzie, marmo, inizio XV secolo
- Monete varie, oro, XII secolo-1426

Opere presenti nel settore "Strutture del potere ecclesiastico"
- Statua di Berardo Maggi, marmo di Botticino, dal convento di San Barnaba, XIII secolo
- Capitello figurato, marmo bianco, dal convento di San Domenico, inizio XV secolo
- Anonimo - Vergine in gloria tra angeli musicati, affresco, dal convento di Santa Caterina, metà XV secolo
- Frammenti scultorei e marmi vari, dall'abbazia di Leno, XII-XIII secolo
  - Frammento di arcata con testa di Gesù, marmo, dal portale principale della chiesa abbaziale, fine XII secolo
  - Cristo benedicente tra i santi Vitale e Marziale, marmo, dalla chiesa abbaziale, fine XII secolo
- Figure maschili decorative per un soffitto a capriate, legno, dal primitivo convento dei Santi Cosma e Damiano, XIII secolo

Galleria di opere

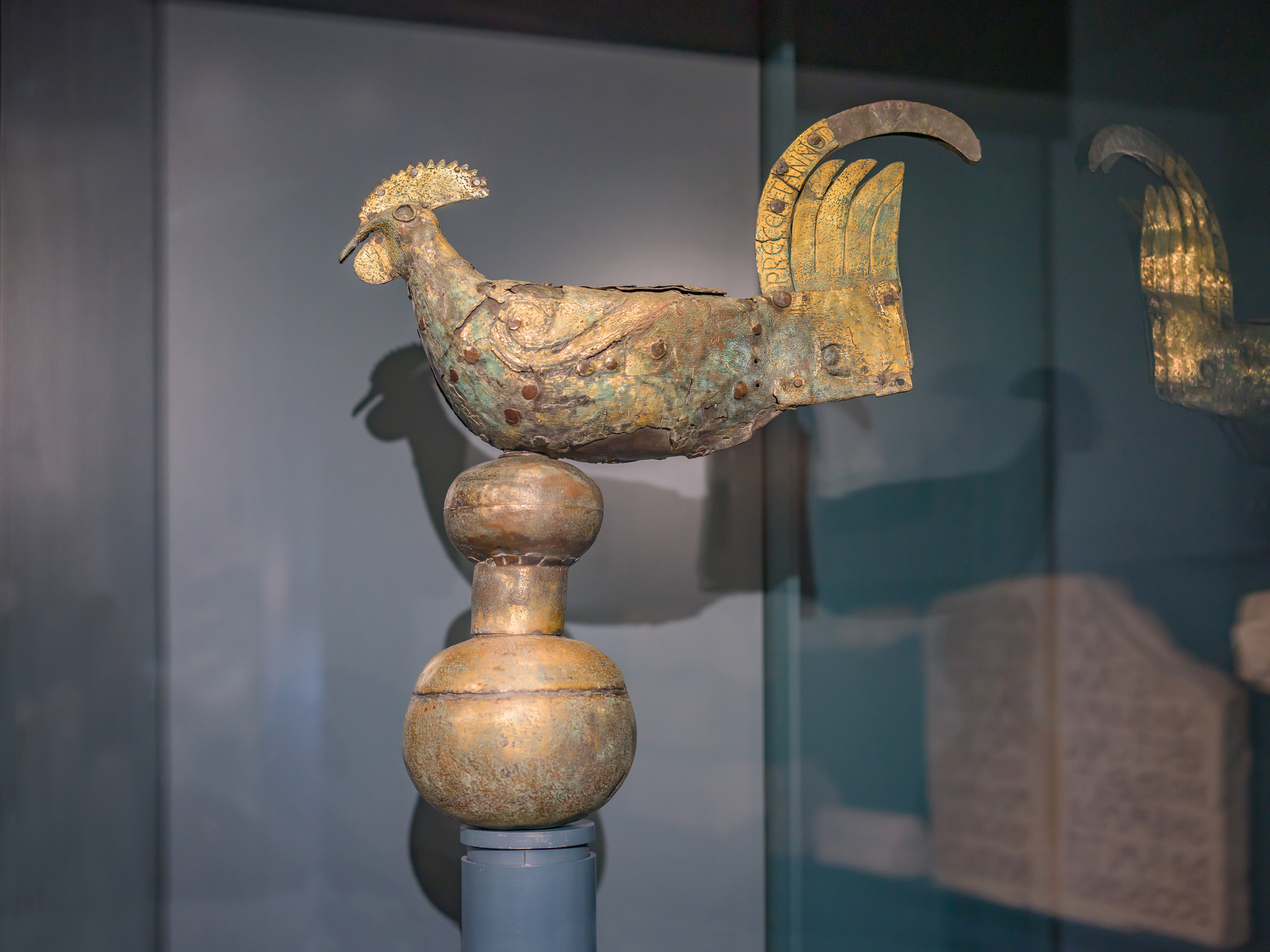
Gallo di Ramperto
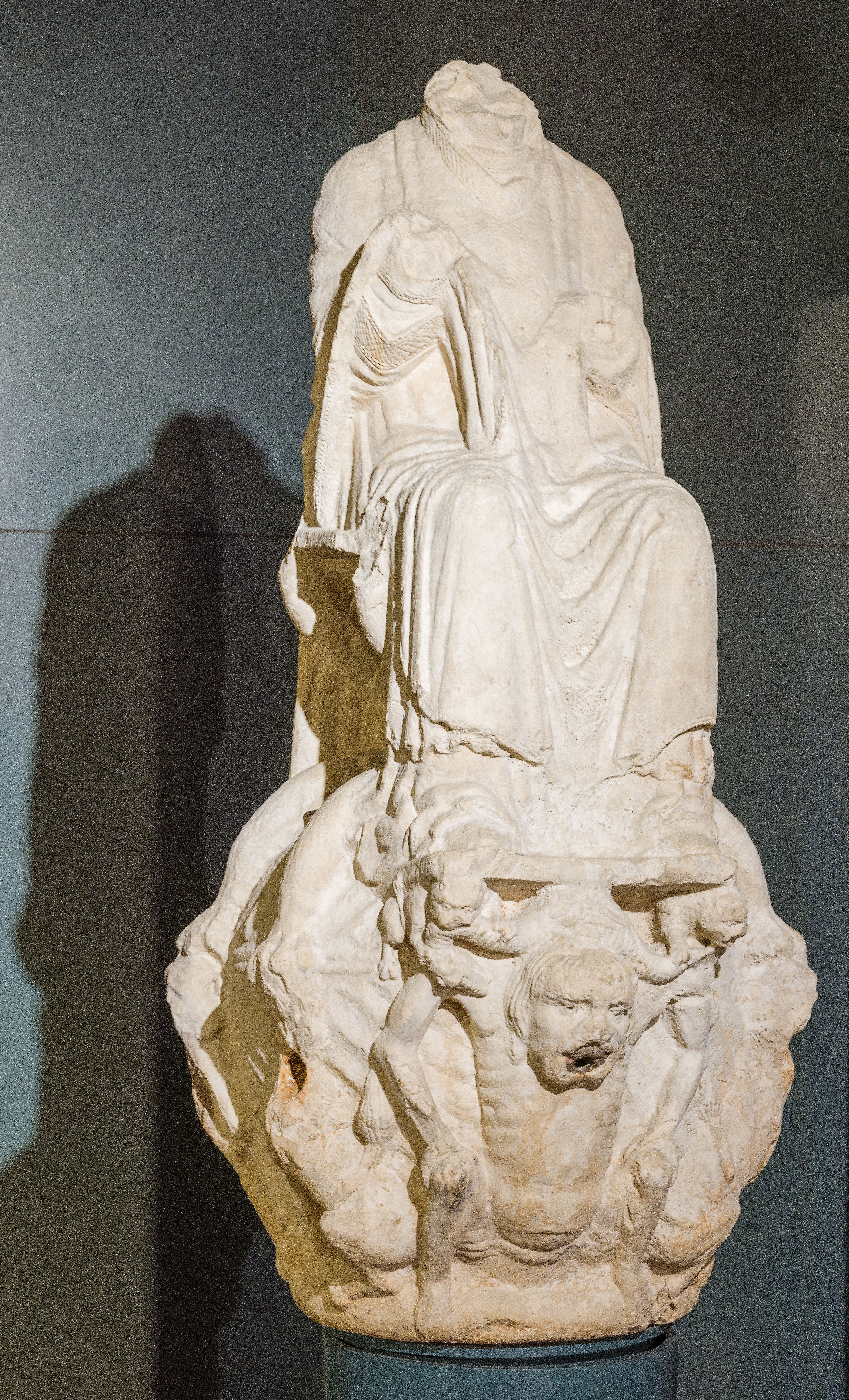
Monumento al vescovo Berardo Maggi

#### L'età veneta
Nel settore sono esposti i pezzi d'arte riguardanti l'ultima fase della storia di Brescia, che fu sottomessa al dominio della Repubblica di Venezia dal 1426 al 1797, quando l'istituzione fu abolita da Napoleone Bonaparte e il governo cittadino passò alla Repubblica Bresciana.
Il settore è diviso in due parti: il primo custodisce opere prevalentemente scultoree provenienti dal contesto pubblico cittadino, mentre la seconda è incentrata su pezzi d'arredo e di natura privata, provenienti dai grandi palazzi nobiliari della città.

#### Collezione Filippini
Il Museo di Santa Giulia di Brescia detiene anche una collezione di diverse opere di Francesco Filippini (1853-1895), tra cui :
- Autunno, Paesaggio forestale e figura femminile (1875-1899)
- Figura di vecchia con figure di bambine (1850-1874)
- Figure femminili con fascine e gerle (1881)
- Il torrente (1875-1899)
- Paesaggio con case di montagna e ruscello (1890-1899)
- Paesaggio con case e figure (1890-1899)
- Figura di vecchio (1875-1899)
- Figura di frate che dipinge (1875-1899)
- Figura maschile nuda (1878)
- Figura di vecchio con barba (1890-1899)
- Figura maschile nuda II (1890-1899)
- Figura maschile di profilo (1890-1899)
- Figura maschile di profilo II (1800-1899)
- Fulvia e Cicerone (1879)
- Ritratto di Giulia Ferretti Ferri  (1890-1899)
- Veduta di una laguna con casa e barche (1875-1899)

Opere presenti nel settore "L'immagine della città. La scultura monumentale"
- Floriano Ferramola - Incontro del Redentore con le Marie, affresco, sulla parete della prima sala, inizio XVI secolo,
- Formelle, archetti e ornamenti architettonici, terracotta, prima metà del XV secolo
- Maestro degli angeli cantori - Santa Elisabetta d'Ungheria conforta i malati, terracotta, metà XV secolo
- Maestro degli angeli cantori - Busto di Gesù Cristo, terracotta, 1450-55
- Scultore veneto - Lastra sepolcrale di Bartolomeo Lamberti, marmo, post 1479
- Gasparo Cairano - Fede, marmo di Botticino, chiave di volta dal Palazzo della Loggia, 1500 circa
- Capitelli, mensole, formelle, fregi ornamentali e busti, marmo e terracotta, fine XV secolo-prima metà XVI secolo
- Cerchia di Gasparo Cairano - Frammento dall'arca di san Rusticiano, inizio XVI secolo
- Anonimo - Santi Faustino e Giovita condotti al martirio, marmo di Botticino, XIV secolo
- Anonimo - Trittico di sant'Onorio, marmo di Vezza d'Oglio, post 1455
- Alessandro Vittoria - Monumento funerario a Domenico Bollani, frammenti, marmo, post 1579
- Antonio Calegari - Brescia armata, marmo, da Piazza del Duomo, XVIII secolo
- Francesco Filippini - Paesaggio boschivo e figura femminile, post 1875 - ante 1899

Galleria di opere

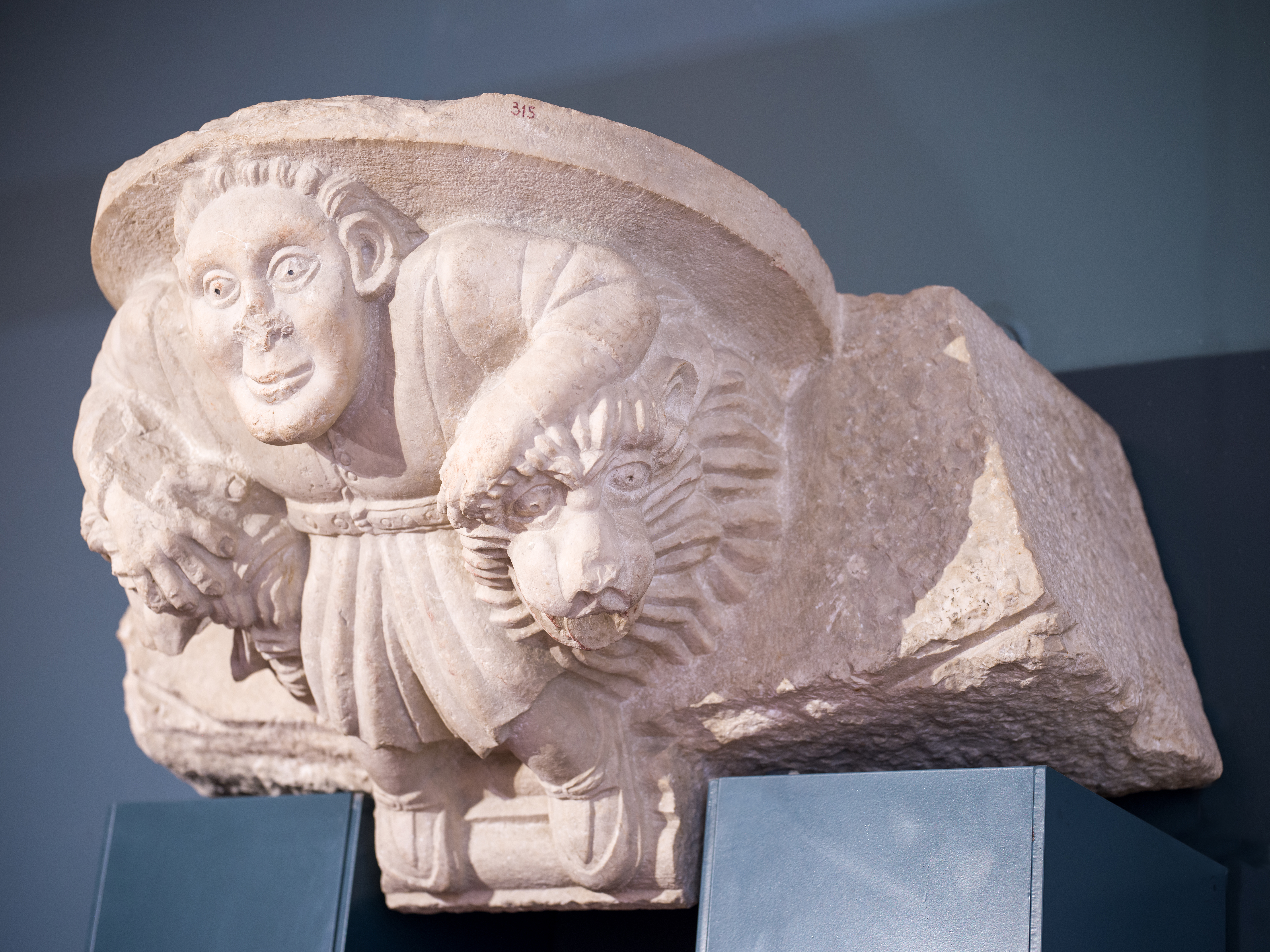
Mensolone con figura grottesca fra due leoni
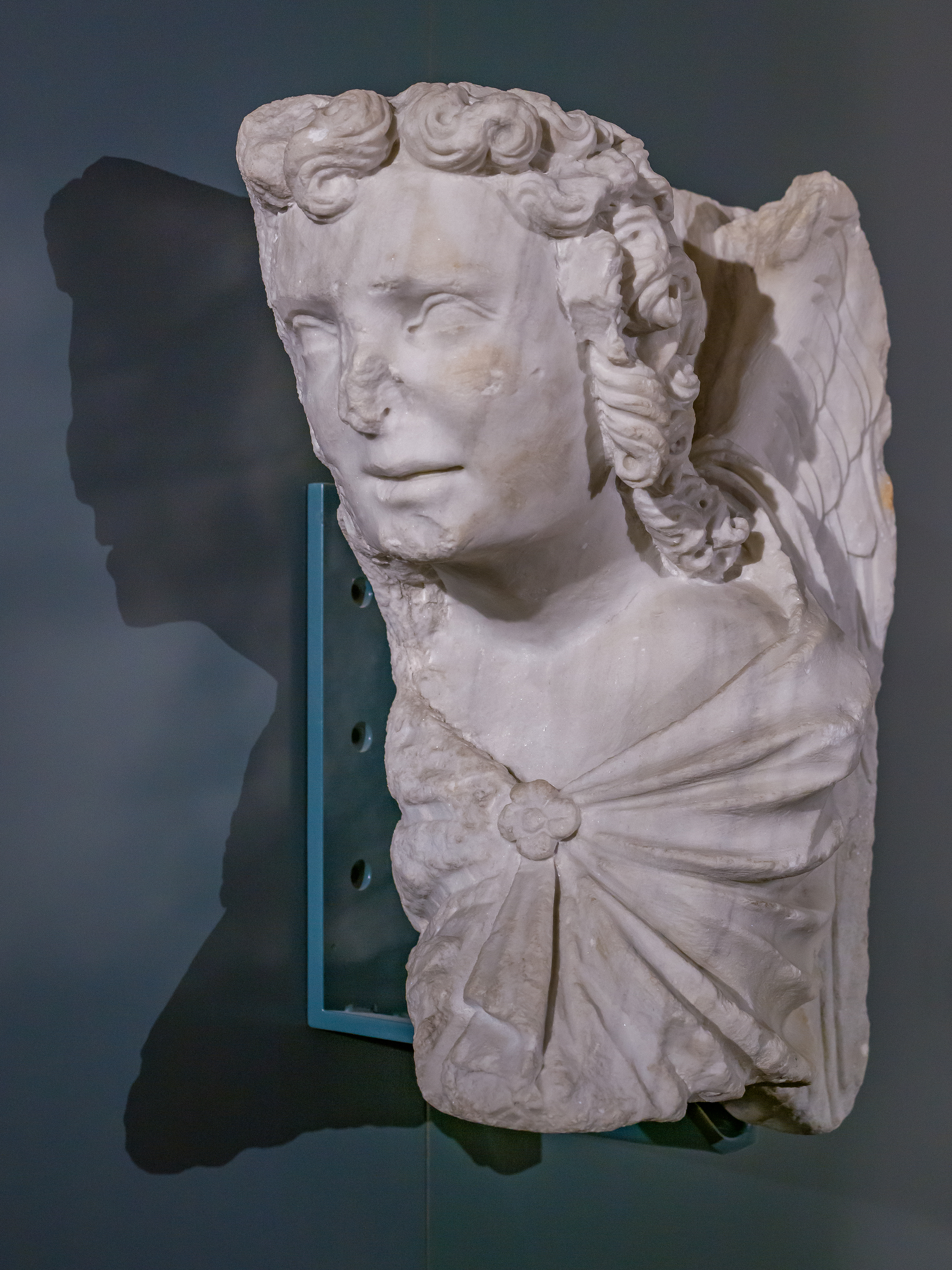
Busto di angelo in marmo
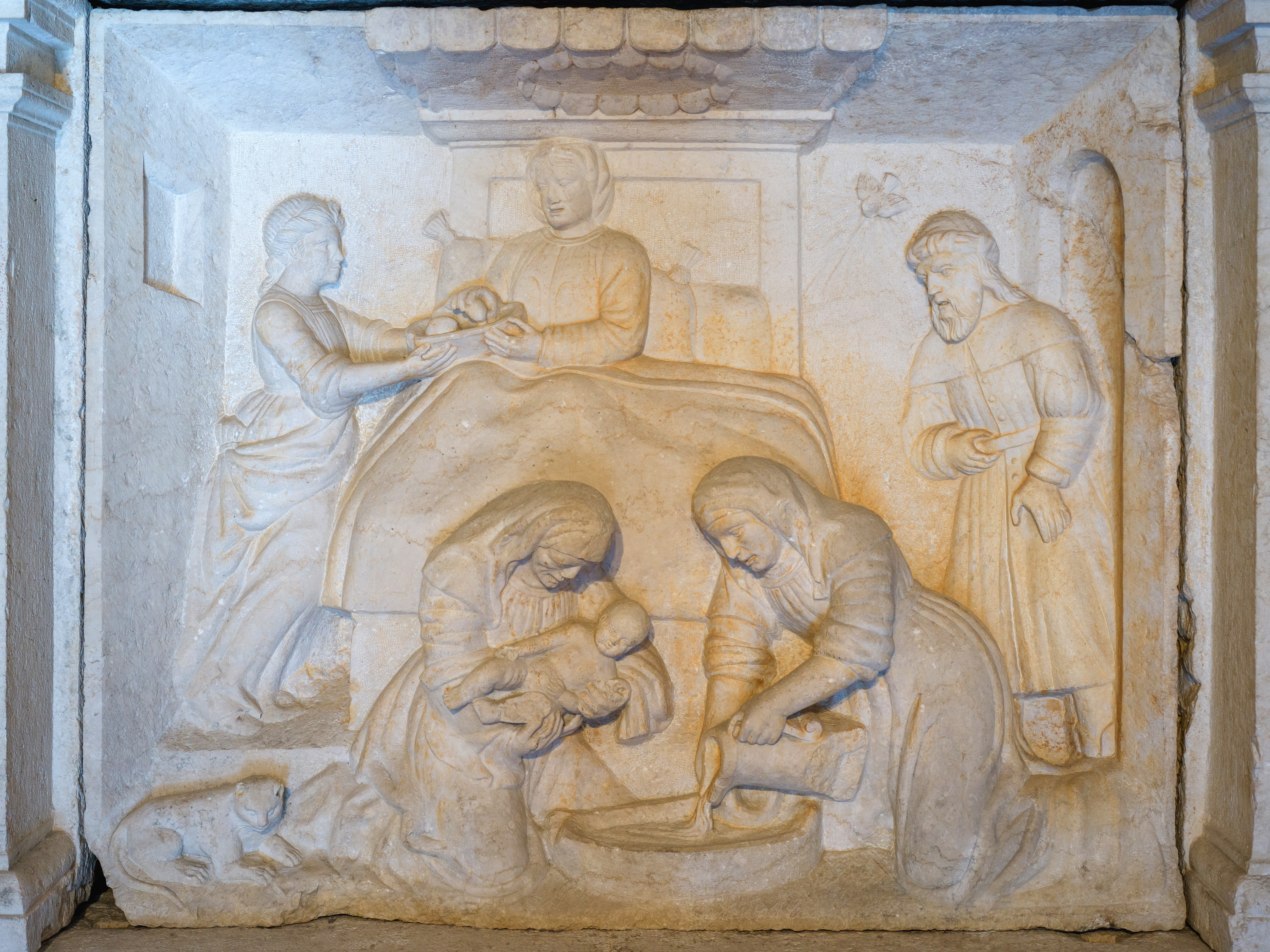
Natività di Maria
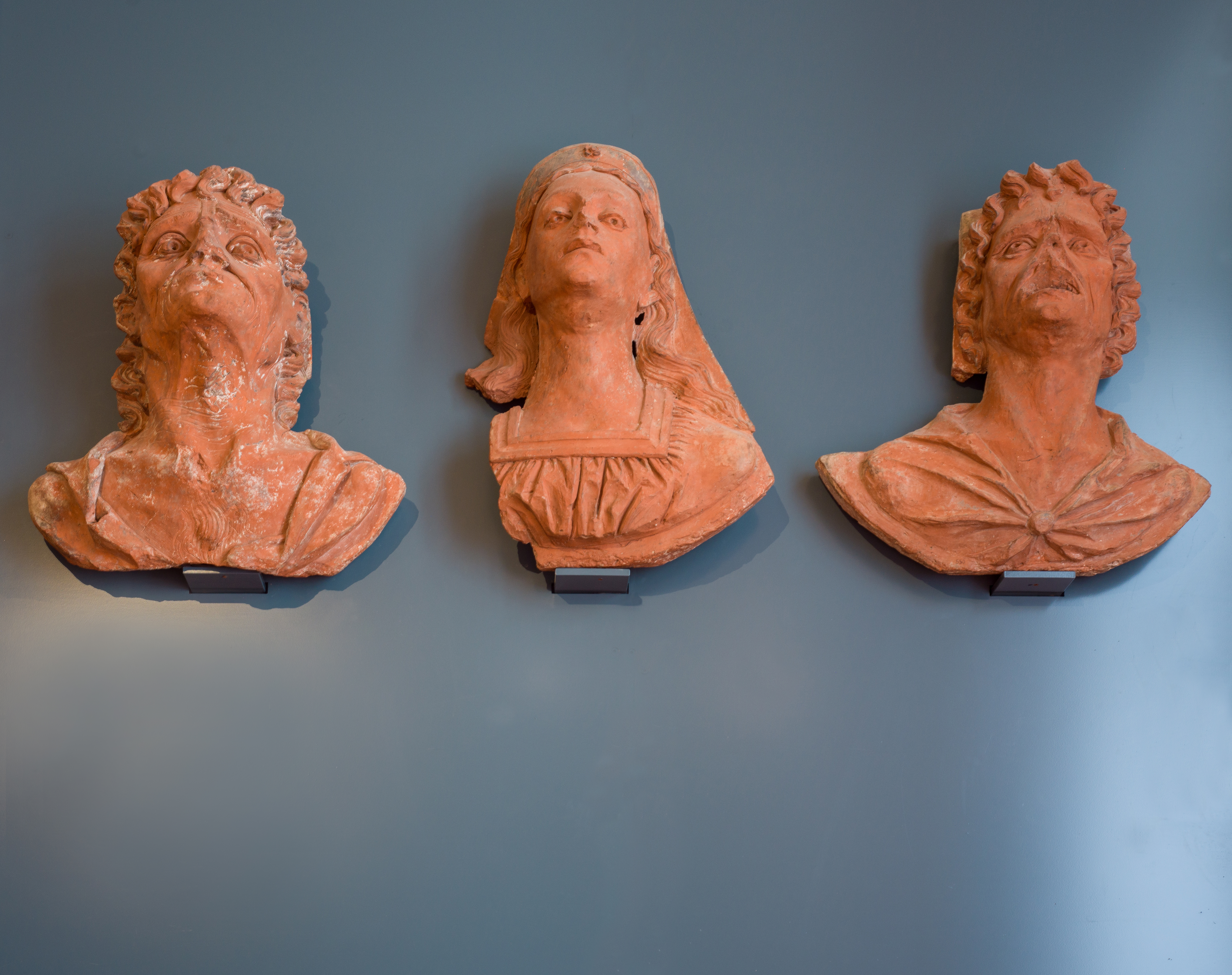
Busti in teracotta
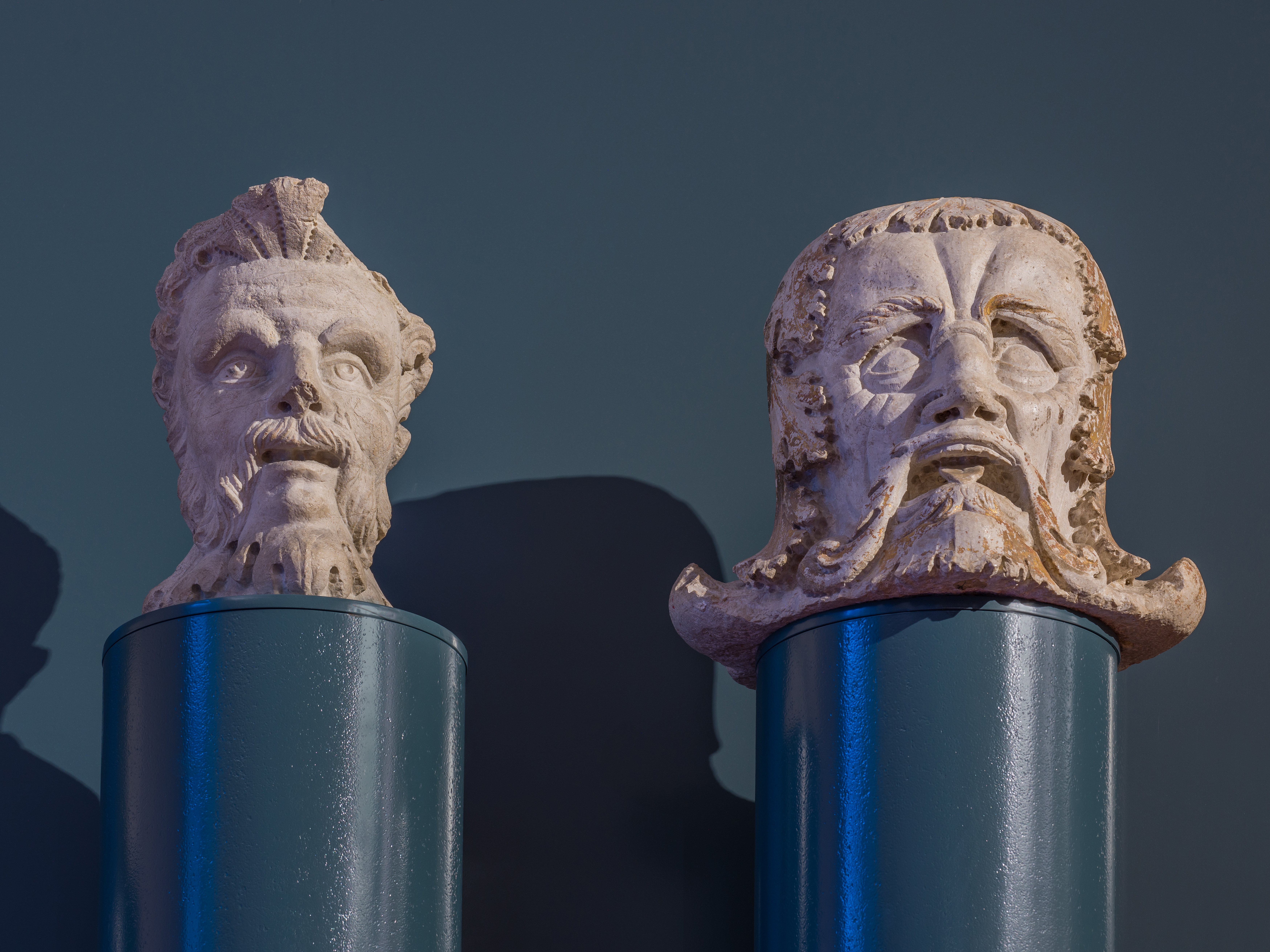
Grottesco e mascherone
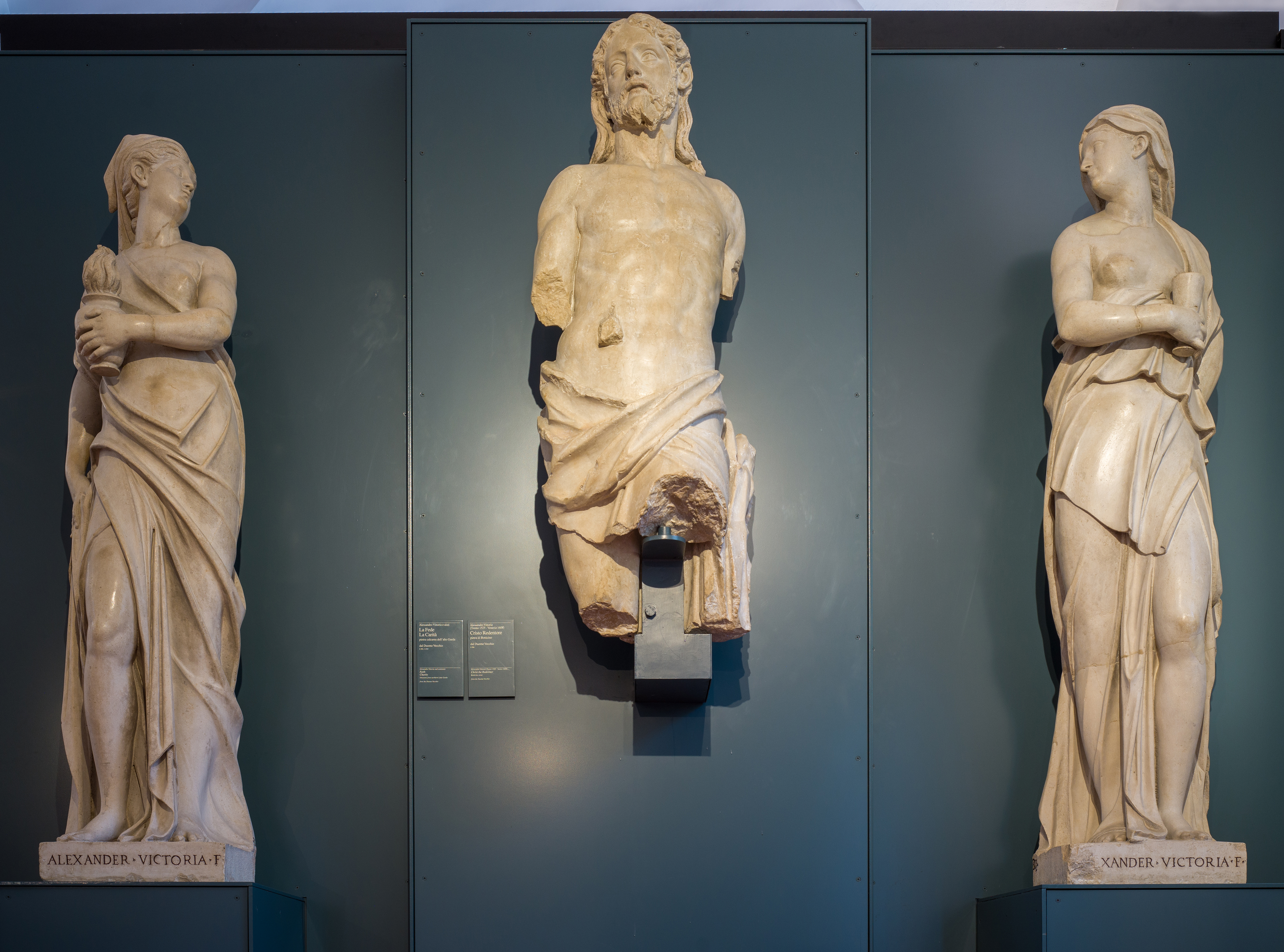
Redentore, Fede e Carità di Alessandro Vittoria
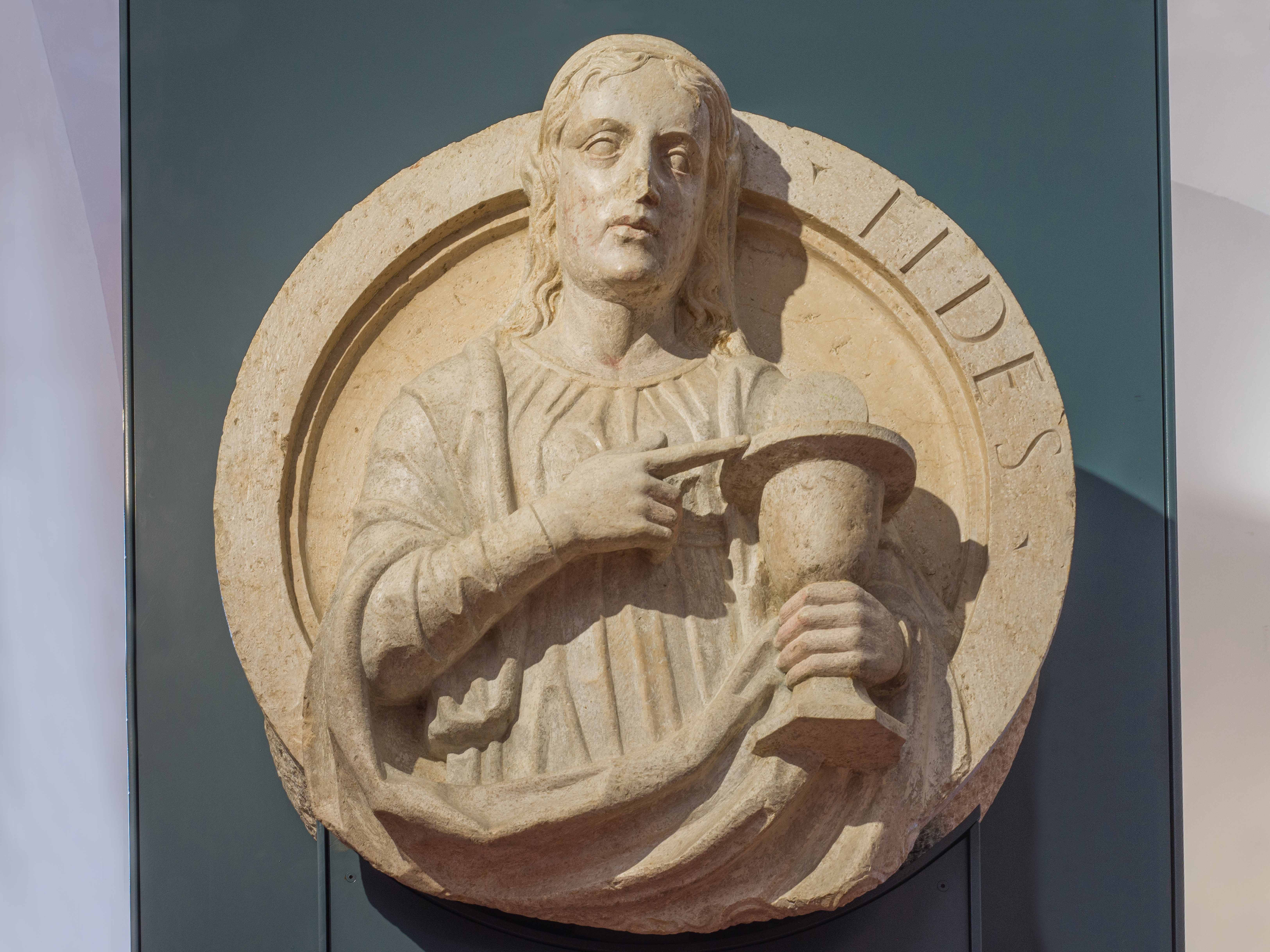
La Fede di Gasparo Coirano
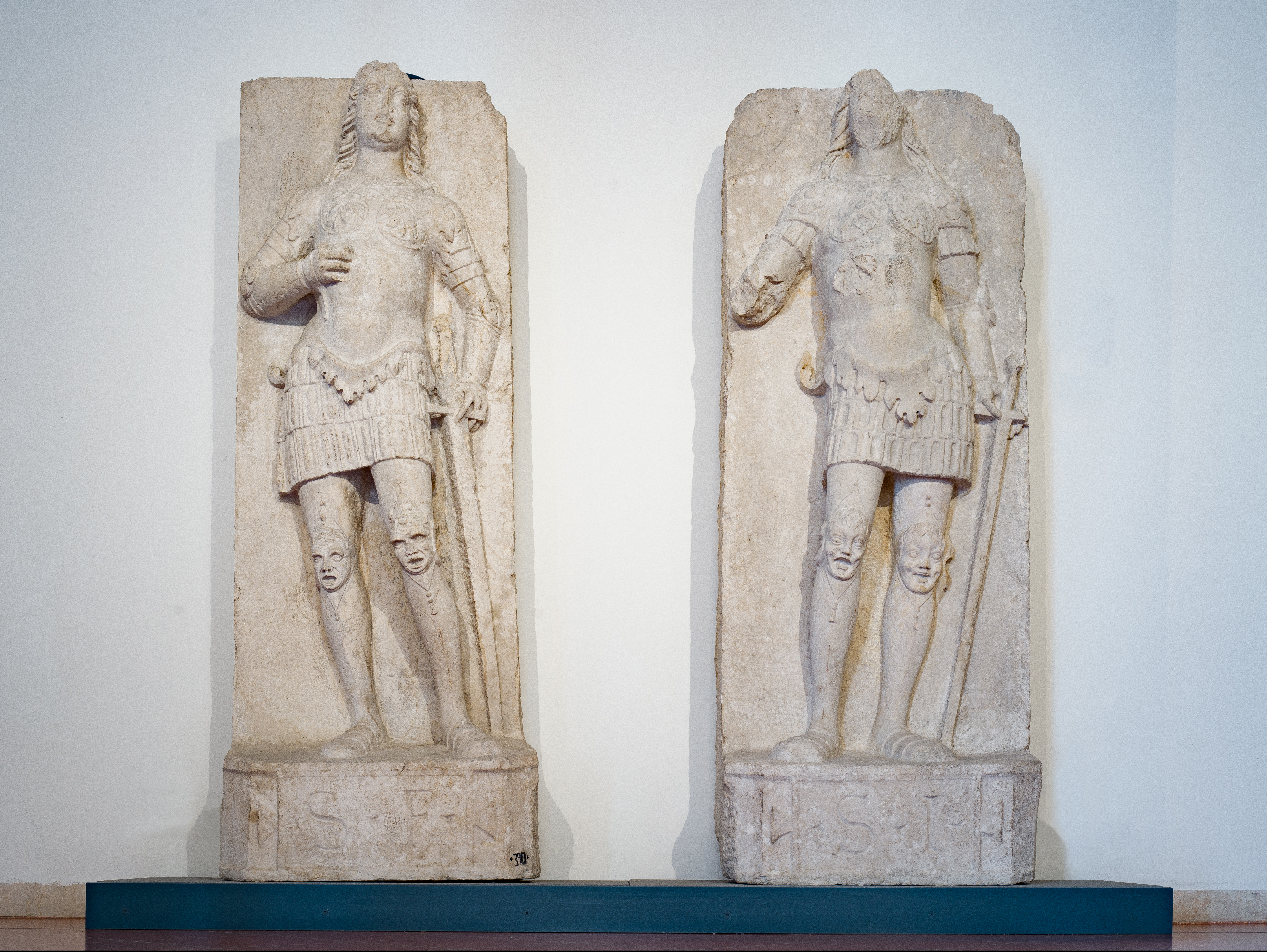
Santi Faustino e Giovita
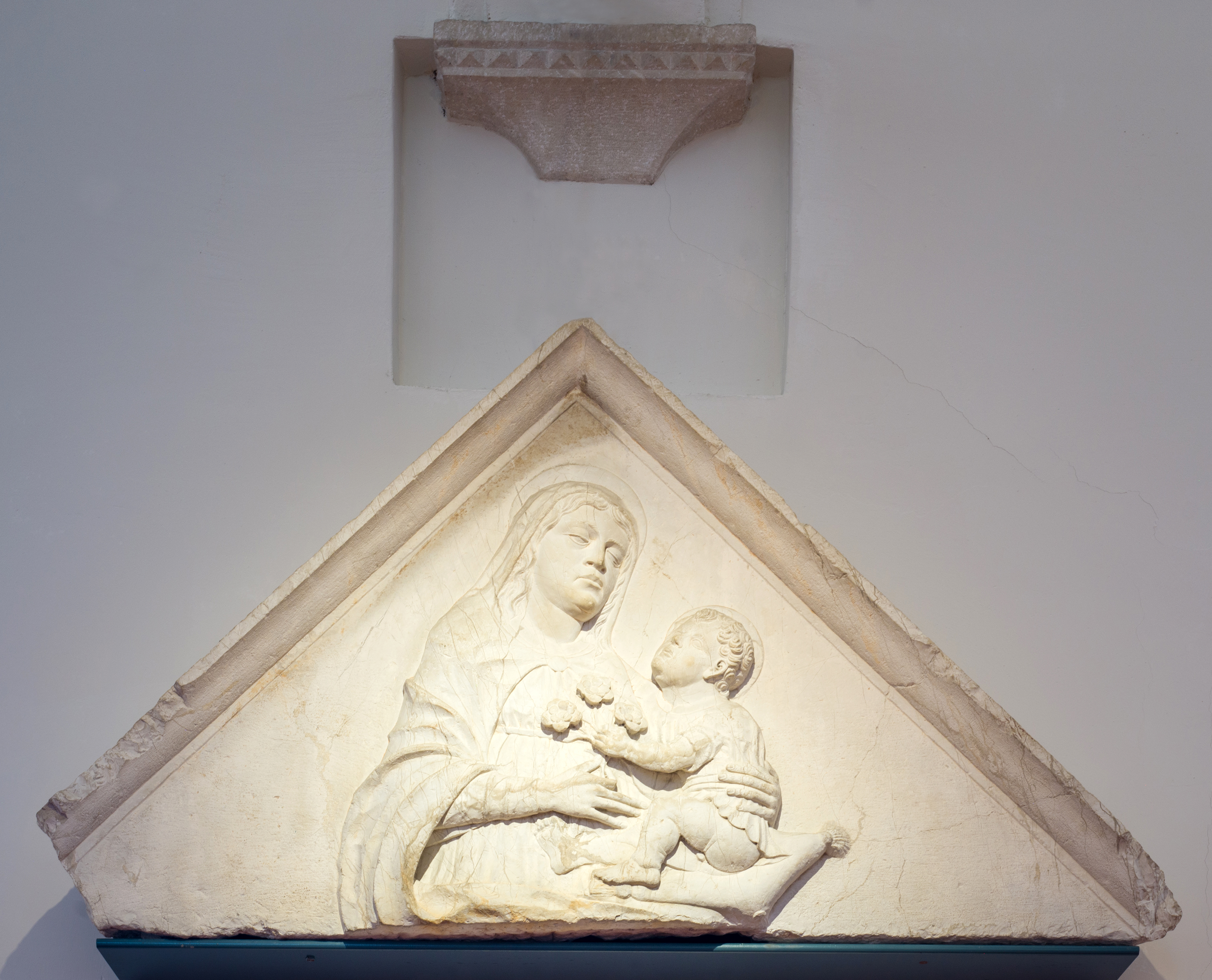
Madonna delle Rose
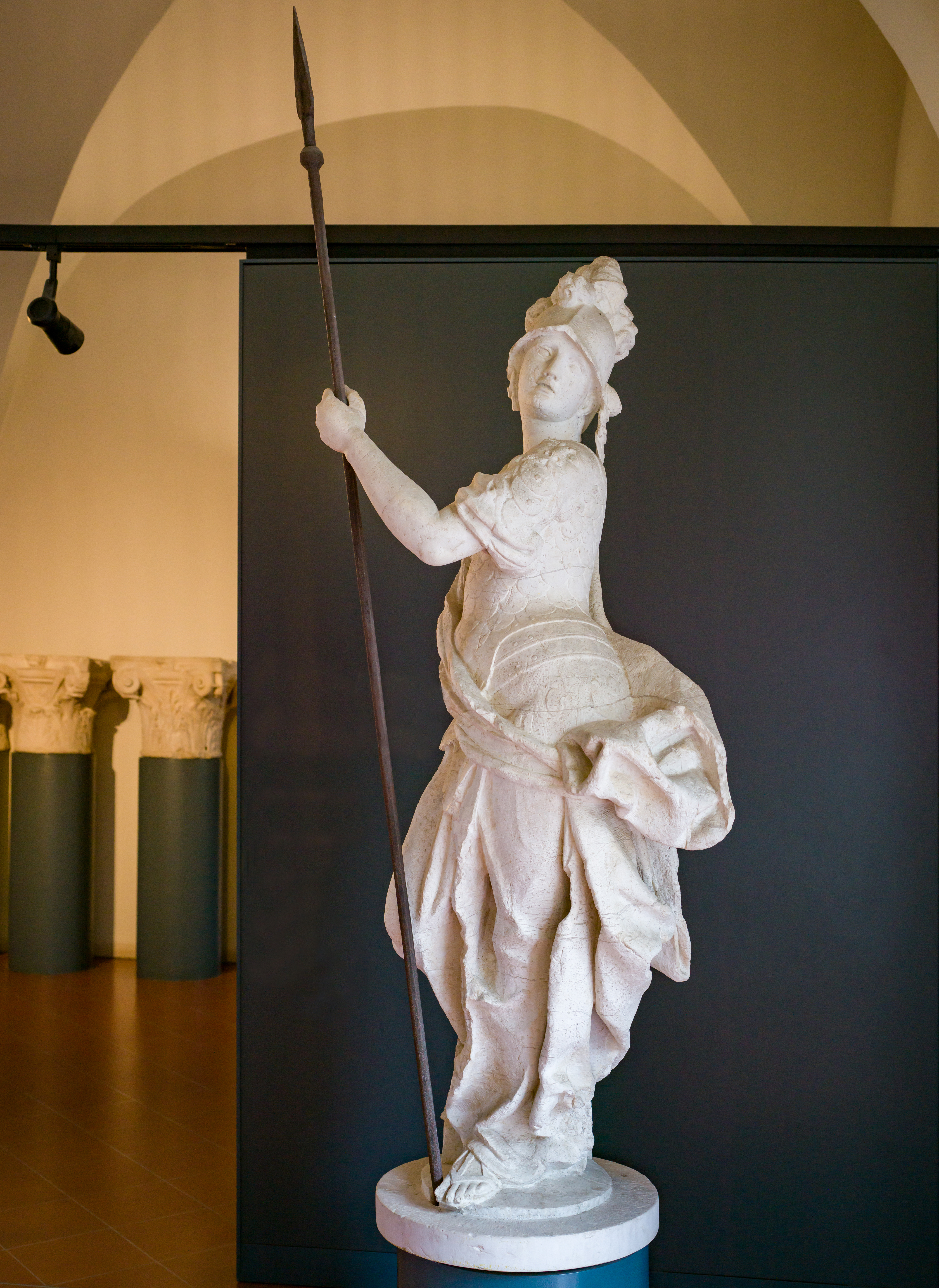
Brescia armata di Antonio Calegari

Opere presenti nel settore "La dimora"
- Affreschi dal Castello di Gorzone, XIII-XIV secolo
- Busti di cavalieri, tempera su tavolette lignee, da Palazzo Maggi Gambara, XV secolo
- Cofanetto, osso, corno e legno, XIV secolo
- Giovanni Francesco Antegnati, virginale, 1554
- Magnus Tieffenbrucker, tiorba, primo decennio del XVI secolo
- Matteo Reilich, liuto, 1641
- Scuola di Vincenzo Foppa - Fregio decorativo, da Palazzo Maggi Gambara, affresco, XV secolo
- Stemmi di casate bresciane, pietre varie, XIV-XVII secolo
- Portone di Palazzo Cigola, legno, XVI secolo
- Maniglie, picchiotti e altri accessori, bronzo, inizio XVII secolo
- Floriano Ferramola - Scene di vita agreste e Storie mitologiche, affresco, 1512 circa
- Paolo Caylina il Giovane - Scene di vita quotidiana, affresco, inizio XVI secolo
- Alcova, legno dipinto e dorato, inizio XVI secolo
- Tappeti anatolici, dalla chiesa dei Santi Faustino e Giovita, metà del XVII secolo
- Piatti, maiolica traforata, inizio XVII secolo
- Cofanetto, ferro, prima metà del XVII secolo
- Piatto, maiolica dipinta, metà del XVI secolo
- Lattanzio Gambara - Cerere e Apollo, affresco, prima metà del XVI secolo
- Autori vari - Ritratti, olio su tela, XVII-XVIII secolo
- Globo terrestre, XVII secolo
- Henricus Hondius - Globo celeste, XVII secolo
- Specchiere con cornice lignea dorata, XVIII secolo
- Gaetano Merchi - Busto femminile, XVIII secolo
- Francesco Battaglioli - Architetture d'invenzione e allegoria delle arti, olio su tela, 1760-70
- Francesco Fontebasso - Architetture e rovine, olio su tela, seconda metà del XVIII secolo
- Due lampadari, vetro di Murano, XVIII secolo
- Cassettone con ribalta, legno di noce intarsiato, prima metà del XVIII secolo
- Pietro Scalvini - Episodi dell'Eneide, olio su tela, 1780 circa

#### Collezionismo e arti applicate
(Sezione disallestita)
Nella sezione erano conservati numerosi oggetti di arte applicata che sono pervenuti al museo in seguito a lasciti testamentari di collezionisti vissuti a Brescia tra la metà del Settecento e la fine dell'Ottocento, quali Angelo Maria Querini, Gabriele Scovolo, Paolo Tosio e Camillo Brozzoni.
In quanto espressioni della cultura artistica attiva nei rispettivi momenti storici della storia di Brescia, le loro collezioni, comunque preziosissime, sono parte integrante della cultura bresciana e, di conseguenza, del museo della città.
Questa sezione del museo è attualmente (2014) chiusa al pubblico.
Collezione Querini
- Simon Troger - Sacrificio di Isacco, avorio, palissandro, ferro, bronzo dorato, metà XVIII secolo
- Enrico Albrici - Ritratto di Angelo Maria Querini, olio su tela, metà XVIII secolo
- Dittico Queriniano, avorio, V secolo
- Dittico di Boezio, avorio, fine V secolo
- Dittico dei Lampadi, avorio, inizio V secolo
- Medaglie papali, bronzo, inizio XIV-metà XVIII secolo

Collezione Scovolo
- Brocca e alzata, vetro di Murano filigranato, fine XVII secolo
- Coppa, vetro e corallo, inizio XVIII secolo
- Modellino del Santo Sepolcro, legno e madreperla, fine XVII secolo
- Fischietto ad acqua, maiolica, XVII secolo
- Tazza con piattino, corno di rinoceronte, manifattura Ming, XVII secolo
- Cofanetti con scene mitologiche, legno e pastiglia, fine XV secolo
- Dittico della Natività, avorio, manifattura fiamminga, fine XIV secolo
- Adorazione dei pastori, lamina d'argento sbalzata, 1561
- Giudizio di Paride, bronzo, 1520 circa
- Lucerna, ferro, manifattura bresciana, fine XVI secolo
- Lucerna, ferro, manifattura padovana, inizio XVI secolo
- Orologi, manifattura tedesca, XVII-XVIII secolo
- Johan Paul Pflege - Orologio astronomico, 1667 circa

Collezione Tosio
- Ventotto cammei, materiali vari, XIX secolo
- Anfora, terracotta dipinta, 510-505 a.C.
- Antonio Pisano - Medaglia di Malatesta Novello, bronzo, prima metà XV secolo
- Pierre Reymond - Saliera, smalto, 1552
- Piatto, vetro di Murano filigranato, XVI secolo
- Anonimo parigino - Scene della vita di Cristo, avorio, metà XIV secolo
- Coppe, porcellana, manifattura orientale, XVI secolo
- Cofanetto, tartaruga, XIX secolo

Collezione Brozzoni
- Mastro Giorgio Andreoli - Piatto con Amorino con cornucopia, maiolica, 1525
- Mastro Giorgio Andreoli - Piatto con busto di profilo, maiolica, inizio XVI secolo
- Niccolò Pellipario - Piatto con il Mito di Ciparisso, maiolica, XVI secolo
- Niccolò Pellipario - Piatto con la Pesca Miracolosa, maiolica, XVI secolo
- Francesco Xanto Avelli - Piatto con l'Assassinio di Oropaste, maiolica, prima metà XVI secolo
- Francesco Xanto Avelli - Piatto con la Lotta fra Ercole e Cerbero, maiolica, prima metà XVI secolo
- Francesco Xanto Avelli - Piatto con l'Adorazione dei pastori, maiolica, prima metà XVI secolo
- Guido Fontana detto Durantino - Piatto, maiolica, prima metà XVI secolo
- Orazio Fontana - Piatto con la Sconfitta di Cornelio Bebio Panfilo in Gallia, maiolica, 1540 circa
- Bottega dei Patanazzi - Piatto da pompa, maiolica, 1579
- Andrea da Negroponte - Piatti con stemmi, maiolica, metà XVI secolo
- Pietro Paolo - Piatto con la Morte di Virginia, maiolica, 1577
- Anonimo - Piatti con raffigurazioni mitologiche, maiolica, 1560 circa
- Anonimo - Idilli campestri, maiolica, XVIII secolo
- Tabacchiere e astucci, argento, smalto e tartaruga, XVIII secolo
- Cammei, materiali vari, XVIII secolo
- Giacomo Raffaelli - Cardellino, medaglione in micromosaico, 1778
- Brocca, ceramica dipinta, manifattura di Nicea, 1580-1600
- Croce liturgica, rame dorato, fine XIV secolo
- Anonimo - Pace di Rodengo, argento e metallo dorato
- Immagini sacre, materiali vari, XVI-XVII secolo
- Reliquiario, smalto champlevé, manifattura di Limoges, inizio XIII secolo
- Jean Limosin - Sacra famiglia con san Giovanni Battista fanciullo e tre angeli, smalto champlevé, manifattura di Limoges, XVI secolo
- Pierre Reymond - Madonna col Bambino e angeli, smalto champlevé, manifattura di Limoges, XVI secolo
- Bottega di Vincenzo Grandi - Campanello, bronzo, XV secolo
- Bottega di Severo Calzetta - Candeliere, bronzo, XV secolo
- Bottega di Severo Calzetta - Calamaio, bronzo, XV secolo
- Bronzetti vari, XVI secolo
- Bottega fiorentina - Laocoonte, bronzo, inizio XVI secolo
- Oggetti d'uso, bronzo e altri metalli, manifattura veneta, XVI-XVII secolo
- Bottega veneziana, - Candelieri, bronzo, fine XV secolo
- Gasparo di Girolamo Macri - Candelieri, bronzo, fine XVI secolo
- Sperandio, - Medaglia di Giovanni Lanfredini, bronzo, 1478-83
- Scuola di Donatello - Madonna col Bambino, metallo lavorato, XVI secolo
- Giovanni di Fondulino Fonduli - Placchette votive, metallo lavorato, XVI secolo
- Andrea Briosco - Placchetta votiva, metallo lavorato, fine XV secolo
- Valerio Belli - Crocifissione, metallo lavorato, inizio XVI secolo
- Anonimo - Busti di Caligola e Vespasiano, metallo lavorato, XVI secolo
- Scuola lombarda - Ecce homo, argento, seconda metà XVI secolo
- Bottega degli Obriachi - Madonna con Bambino tra i santi Pietro e Paolo, fine XIV-inizio XV secolo
- Coppe e brocche, vetro di Murano, fine XV secolo-XIX secolo

## Brescia - Lo splendore dell'arte
A partire dal 2004 la fondazione di Brescia Musei, in collaborazione con altre società e fondazioni pubbliche e private, ha dato il via a una serie di mostre della durata di circa 5-6 mesi l'una, incentrate soprattutto sulla pittura d'avanguardia dell'Ottocento e del Novecento e su altri temi storici, tra cui Monet, Giuseppe Amisani, Van Gogh, Matisse, Turner e la civiltà Inca, tutte rientrati nel grande progetto chiamato "Brescia - Lo splendore dell'arte".
Il progetto "Brescia - Lo splendore dell'arte" si è concluso nel 2009.